# Proklos

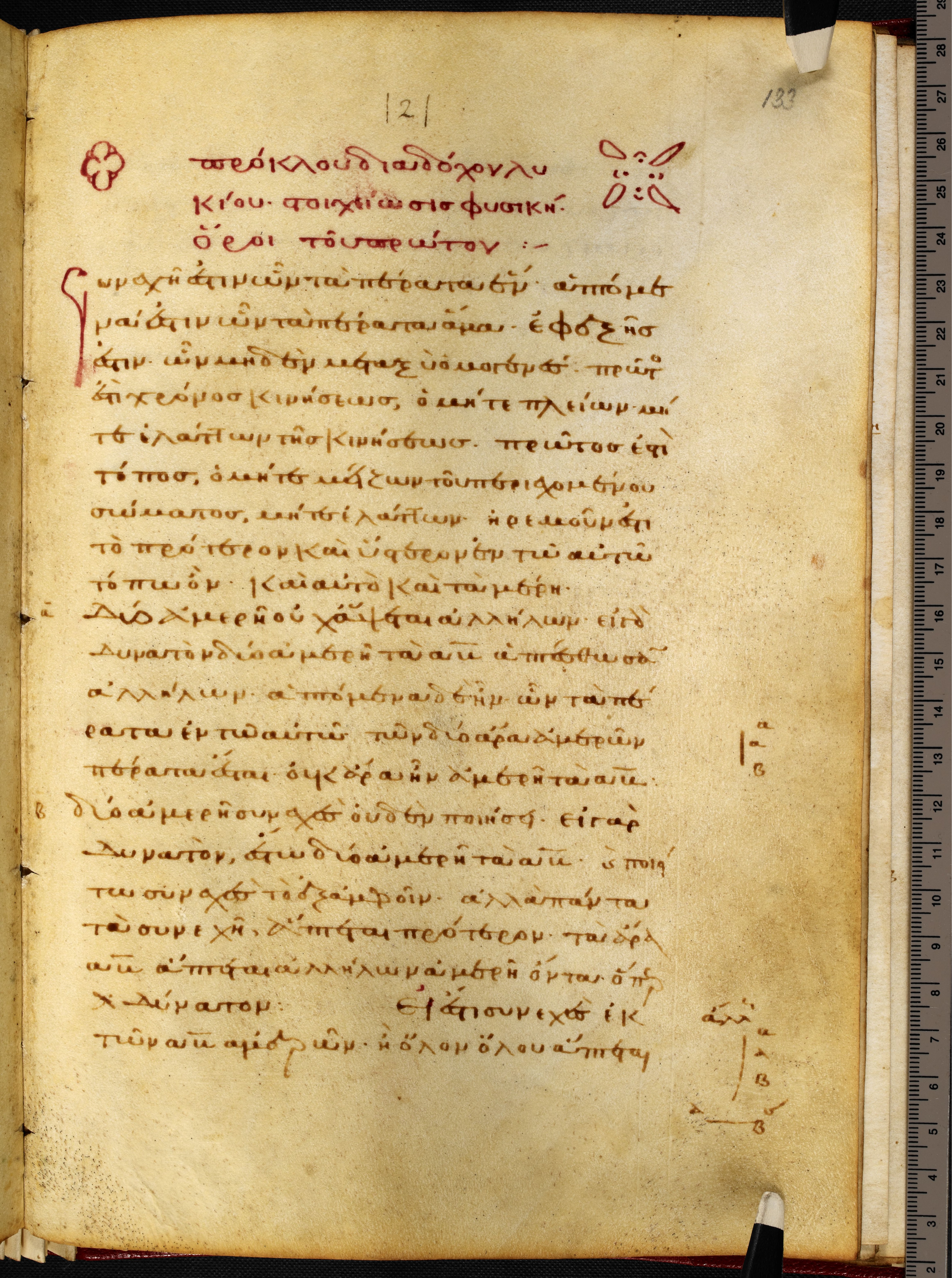
Der Anfang von Proklos’ Grundlagen der Physik in der Handschrift London, British Library, Harley 5685, fol. 133r (12. Jahrhundert)

Proklos (griechisch Πρόκλος Próklos mit dem Beinamen ὁ διάδοχος ho diádochos „der Nachfolger“, auch Proklos der Lykier genannt, lateinisch Proclus; * wahrscheinlich 7. oder 8. Februar 412 in Konstantinopel; † 17. April 485 in Athen) war ein spätantiker griechischer Philosoph und Universalgelehrter. Als einer der einflussreichsten Wortführer des Neuplatonismus spielte er in der Geschichte dieser philosophischen und religiösen Strömung eine herausragende Rolle. Er leitete fast ein halbes Jahrhundert lang die neuplatonische Schule von Athen, deren Arbeit er durch seine intensive Lehrtätigkeit und seine zahlreichen Schriften prägte.
Das Kernelement der proklischen Philosophie ist die Theorie der Emanation, des stufenweisen Hervorgehens der Vielheit aus einer umfassenden, undifferenzierten Einheit, die als der Ursprung von allem gilt. Auf diesen ewig andauernden Entfaltungsprozess wird die Existenz einer hierarchisch aufgebauten, nach den Emanationsstufen gegliederten Weltordnung zurückgeführt. Da zwischen den unterschiedlichen Ebenen des so strukturierten Weltsystems vermittelnde Instanzen benötigt werden, die den Zusammenhalt der Welt ermöglichen, erhält das Ganze einen sehr komplexen Charakter. Als Gegenbewegung zur Emanation wird ein Zurückstreben des Hervorgegangenen zum Ausgangszustand angenommen. Daraus ergibt sich im proklischen Modell eine triadische (dreischrittige) Struktur des Weltprozesses: Bleiben in der Ursache, Hervortreten aus ihr und Rückwendung zu ihr.
Proklos schrieb umfangreiche Kommentare zu Dialogen Platons sowie systematische Darstellungen seiner Philosophie und paganen Theologie, ferner Werke über Themen der Mathematik, Physik und Astronomie. Seine Hymnen an verschiedene Götter lassen sein starkes religiöses Engagement erkennen. Als begeisterter Anhänger der griechischen Religion stand er in Opposition zum Christentum, das damals bereits die Staatsreligion des Römischen Reichs war.
Im Mittelalter wirkte das Weltbild des Proklos vielfältig nach, vor allem auf indirektem Weg. Außerordentlich wirkmächtig waren die von seiner Denkweise geprägten Schriften des spätantiken christlichen Theologen Pseudo-Dionysius Areopagita. Auch der auf seinem Emanationskonzept fußende Liber de causis (Buch über die Ursachen) fand viel Beachtung. Ab dem 13. Jahrhundert standen den west- und mitteleuropäischen Gelehrten auch lateinische Übersetzungen von Hauptwerken des Proklos zur Verfügung. Sie beeinflussten namhafte neuplatonisch orientierte Denker, darunter Nikolaus von Kues. In der arabischsprachigen Welt waren im Mittelalter ebenfalls Grundzüge der proklischen Philosophie bekannt.
Im frühen 19. Jahrhundert erhielt Hegel vom triadischen Denken des Proklos einen wesentlichen Impuls für seine dialektische Geschichtsdeutung. Damit begann eine „Proklos-Renaissance“. Andererseits richteten Gegner der hegelschen Dialektik heftige Kritik gegen den antiken Neuplatoniker, der als Vorläufer Hegels wahrgenommen wurde. In der neueren Forschung steht das Bemühen um ein genaueres Verständnis des anspruchsvollen proklischen Weltmodells im Vordergrund, doch gehören auch Vergleiche mit Hegel weiterhin zu den aktuellen Themen.

## Leben
Die Familie des Proklos stammte aus Xanthos, einer Stadt in der kleinasiatischen Landschaft Lykien. Sein Vater Patrikios (Patricius) und seine Mutter Markella (Marcella) – beide Namen sind lateinischen Ursprungs – gehörten der dortigen Oberschicht an. Vermutlich war Patrikios der Sohn des Flavius Eutolmius Tatianus, eines Lykiers, der in der Reichsverwaltung bedeutende Ämter bekleidet hatte. Tatianus hatte von 388 bis 392 als Praefectus praetorio Orientis an der Spitze der Zivilverwaltung der wichtigsten Provinzen im Osten des Reichs gestanden, war dann aber beim Kaiser in Ungnade gefallen und in seine lykische Heimat zurückgekehrt. Patrikios war ein wohlhabender Anwalt. Zur Zeit der Geburt des Proklos, die aufgrund eines Horoskops gewöhnlich auf den 7. oder 8. Februar 412 datiert wird, lebte die Familie in der Hauptstadt Konstantinopel, doch kehrte sie bald darauf nach Xanthos zurück. Dort erhielt Proklos den üblichen Schulunterricht bei einem Grammatiklehrer. Nach dem Abschluss der Schulbildung begab er sich nach Alexandria, wo er Rhetorik, Latein und römisches Recht studierte, da er den Beruf seines Vaters ergreifen sollte. Doch eine Reise nach Konstantinopel leitete eine Wende ein; wohl unter dem Einfluss dortiger Gelehrter wandte er sich der Philosophie zu. Nach seiner Rückkehr nach Alexandria gab er die bisherigen Studienfächer auf und begann bei Olympiodoros dem Älteren, einem renommierten Ausleger der Schriften des Aristoteles, Philosophie zu studieren. Außerdem eignete er sich auch mathematische Kenntnisse an. Dabei soll er durch ein außergewöhnlich leistungsfähiges Gedächtnis aufgefallen sein.
Nach Beendigung dieser Studien ging Proklos als etwa Neunzehnjähriger – also 430/431 – nach Athen, wo er zunächst den Neuplatoniker Syrianos kennenlernte. Syrianos stellte ihn dem bereits betagten Philosophen Plutarch von Athen vor, dem Gründer und Leiter der neuplatonischen Schule von Athen, die dort die Tradition der Platonischen Akademie fortsetzte. So wurde Proklos ein Schüler Plutarchs, der ihn sehr schätzte und ihn in Aristoteles’ Schrift De anima (Über die Seele) und Platons Dialog Phaidon einführte. Plutarch starb etwa zwei Jahre nach Proklos’ Ankunft. Sein Nachfolger als Schulleiter wurde Syrianos, an den sich Proklos nun als Schüler und Freund anschloss. Syrianos nahm ihn in sein Haus auf, behandelte ihn wie einen Familienangehörigen und betrachtete ihn als seinen Wunschnachfolger in der Schulleitung. Da die Schule über ein beträchtliches Vermögen verfügte und keine Unterstützung durch Außenstehende benötigte, konnte die Philosophengemeinschaft ein materiell sorgloses Leben führen und ihre Unabhängigkeit wahren. Bei Syrianos studierte Proklos, dem üblichen Lehrplan der Neuplatoniker folgend, erst die Schriften des Aristoteles, wofür er weniger als zwei Jahre benötigte, und danach die Philosophie Platons.
Als Syrianos um 437 starb, übernahm der erst etwa fünfundzwanzigjährige Proklos die Leitung der Schule, die er dann bis zu seinem Tod 485 innehatte. Diesem Amt verdankte er seinen Beinamen oder Titel diadochos („der Nachfolger“); damit war gemeint, dass er als Nachfolger Platons, der die Akademie um 387 v. Chr. gegründet und bis zu seinem Tod geleitet hatte, das Oberhaupt der platonischen Schule war. Zu seinen namhaftesten Schülern zählten Isidor, Ammonios Hermeiou, Zenodotos und der aus Palästina stammende Marinos von Neapolis, der später seine Nachfolge als Schulleiter antrat.
Proklos führte ein asketisches, arbeitsreiches, sehr diszipliniertes Leben und blieb unverheiratet. Nach der rühmenden Schilderung des Marinos von Neapolis war er tagsüber unermüdlich als Lehrer und Schriftsteller tätig, nachts widmete er sich dem Gebet und schlief nur wenige Stunden. Täglich soll er am Morgen mindestens fünf Unterrichtseinheiten (práxeis, „Lektionen“) absolviert haben, wobei es um die Auslegung von Texten der philosophischen Schulautoren ging; danach widmete er sich der schriftstellerischen Arbeit und den Diskussionen mit seinen Kollegen. Abends erteilte er wiederum Unterricht. Die Lehrveranstaltungen fanden in einem Privathaus statt, das Plutarch gehört hatte und nach dessen Tod Sitz der Schule und Wohnstätte ihres Leiters blieb. Dieses Bauwerk identifizieren manche Archäologen mit dem „Gebäude Chi“ am Südhang der Akropolis, das daher „Haus des Proklos“ genannt wird. Das Gebäude Chi wurde 1955 teilweise ausgegraben und vom Ausgrabungsleiter Ioannis Meliades als Sitz der neuplatonischen Schule betrachtet. Die Hypothese von Meliades ist in der Forschung auf Zustimmung, aber auch auf Widerspruch gestoßen.
Proklos beschränkte sich nicht auf die Leitung seiner Schule, sondern zählte auch Beteiligung am öffentlichen Leben zu den Aufgaben eines Philosophen. Bei einer städtischen Behörde setzte er sich erfolgreich für die Bildungsförderung durch eine leistungsabhängige Besoldung qualifizierter Rhetoriklehrer ein. Er überprüfte persönlich den Arbeitseifer und die Leistungen derer, die auf seine Empfehlung mit öffentlichen Mitteln unterstützt wurden. Kommunalpolitisch engagierte er sich durch Teilnahme an Bürgerversammlungen, bei denen er das Wort ergriff und zu aktuellen Fragen Stellung nahm. Zum Christentum, das damals die Staatsreligion des Oströmischen Reichs war, stand er in heftiger Opposition; er warf den Christen Ignoranz, Unfrömmigkeit, innere Zwiespältigkeit ihrer Seelen und Zwietracht untereinander vor. Ein Konflikt, der wohl mit seiner antichristlichen Haltung zusammenhing, veranlasste ihn, für ein Jahr nach Lydien auszuweichen, dann kehrte er nach Athen zurück. Er starb am 17. April 485. Seine Gebeine wurden in der Grabstätte des Syrianos beigesetzt, wie dieser es gewünscht hatte. Obwohl die Grabinschrift des Syrianos gefunden wurde, ist die Grabstätte nicht genau lokalisierbar.

## Werke
Proklos war ein außergewöhnlich vielseitiger und fruchtbarer Schriftsteller. Im Lauf seines langen Gelehrtenlebens verfasste er mehr als fünfzig Werke, von denen viele erhalten sind. Obwohl sie alle in griechischer Sprache geschrieben wurden, werden ihre Titel oft lateinisch angegeben.
Philosophische Kommentare

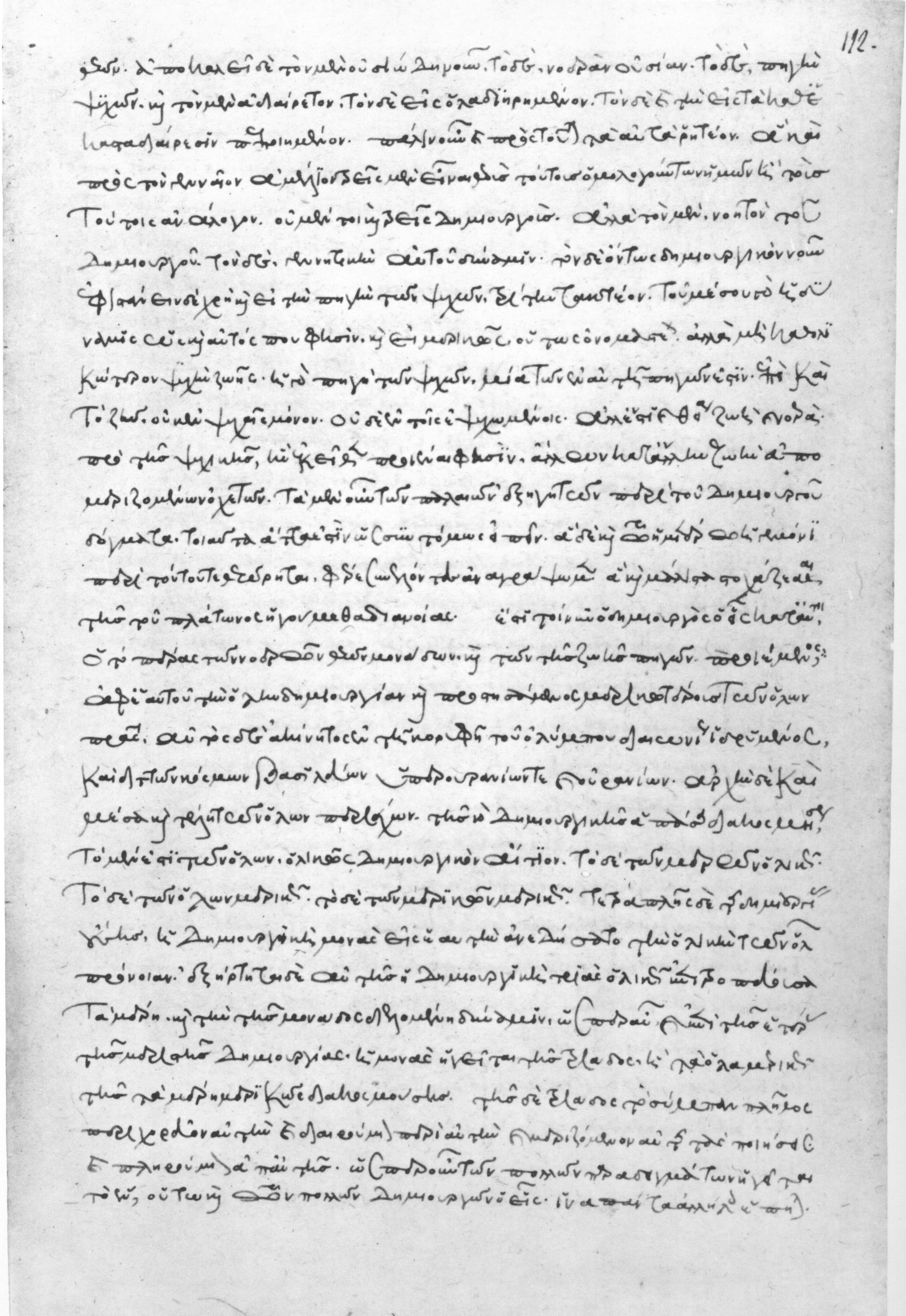
Der Kommentar des Proklos zum Timaios in einer 1314 geschriebenen Handschrift. Neapel, Biblioteca Nazionale, III.D.28, fol. 112r

Im Rahmen seiner Lehrtätigkeit kommentierte Proklos eine Reihe von Werken des Aristoteles und Platons. Ob von seiner mündlichen Aristoteleskommentierung Aufzeichnungen angefertigt wurden, ist unbekannt. Von seinen Kommentaren zu Dialogen Platons ist keiner vollständig überliefert. Zu einem beträchtlichen Teil erhalten sind diejenigen zum Ersten Alkibiades, zum Kratylos (in Form von Auszügen aus Aufzeichnungen eines Schülers), zum Parmenides und zum Timaios sowie eine Sammlung von 17 Abhandlungen zur Politeia, darunter ein Kommentar zum in diesem Dialog enthaltenen Mythos des Er. Gänzlich oder bis auf knappe Fragmente verloren sind seine Kommentare zum Gorgias, Phaidon, Phaidros, Philebos, Sophistes, Symposion und Theaitetos. Von einem Kommentar zu den Enneaden Plotins sind nur Fragmente erhalten.
Beim Kommentieren ging Proklos in manchen Fällen nach einer Methode vor, die von den Bedürfnissen des Unterrichts bestimmt war und für die Folgezeit vorbildlich wurde: Er bot jeweils zu einem Abschnitt des kommentierten Werks zunächst eine allgemeine Erörterung des Inhalts, in der er auch auf fremde Lehrmeinungen einging, und anschließend dem Text folgend eine Auslegung von einzelnen Aussagen, die „Lesung“ (léxis), in der er erklärungsbedürftige Stellen erläuterte und Einzelheiten behandelte. Dieses Schema stammte aus der mündlichen Auslegung. Einer Forschungshypothese zufolge hielt sich Proklos in denjenigen Kommentaren, die nur wenig veränderte Fassungen seiner Vorlesungen waren, weitgehend an das Schema, während er in den Fällen, in denen er den Vorlesungstext stärker überarbeitete oder den Kommentar von vornherein als schriftliches Werk konzipierte, freier verfuhr oder ganz auf das Schema verzichtete.
Philosophische und religiöse Handbücher und Abhandlungen

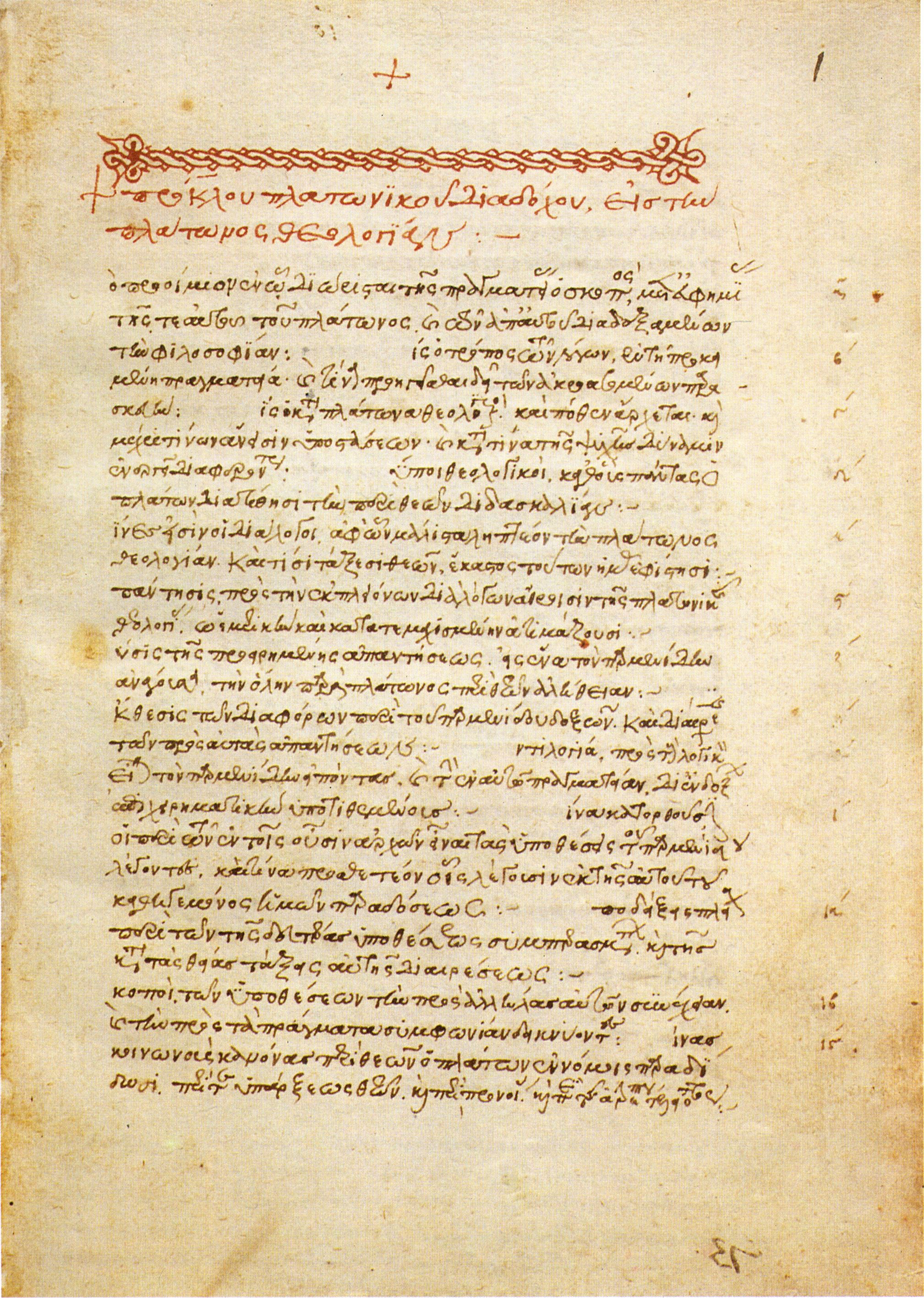
Der Anfang der Platonischen Theologie des Proklos in einer Handschrift des 15. Jahrhunderts aus dem Besitz von Kardinal Bessarion. Venedig, Biblioteca Nazionale Marciana, Gr. 547, fol. 1r

Die wichtigsten theologisch-metaphysischen Werke des Proklos sind zwei Handbücher. Das eine trägt den Titel Grundlagen (oder: Elemente) der Theologie (Stoicheíōsis theologikḗ, lateinisch Elementatio theologica); es ist eine Zusammenstellung von 211 Lehrsätzen mit der zugehörigen Beweisführung. Das andere, die Platonische Theologie (Peri tēs kata Plátōna theologías, lateinisch Theologia Platonica), ist eine umfassende Darstellung der proklischen Götterlehre in sechs Büchern, die der Autor dem Philosophen Perikles von Lydien widmete. Jedes der sechs Bücher beschreibt eine Stufe der Götterhierarchie mit Heranziehung der entsprechenden Passagen der platonischen Dialoge.
Ein Text des Proklos zur theoretischen Begründung von Opfern und Magie, dessen überlieferter Titel Über die priesterliche Kunst sicher nicht authentisch ist, ist nur bruchstückweise überliefert. Drei weitere Abhandlungen über religiöse Themen sind verloren: Über die mythischen Symbole, Über die Mutter der Götter (gemeint ist Kybele) und Über die Herbeirufung (einer Gottheit).
Unter der seit dem Spätmittelalter gängigen Bezeichnung tria opuscula („drei kleine Werke“) werden drei religionsphilosophische Abhandlungen des Proklos zusammengefasst. Diese Schriftengruppe ist nur in einer mittelalterlichen lateinischen Übersetzung und in einer abgewandelten griechischen Fassung aus byzantinischer Zeit überliefert; ferner liegen einige Zitate und Auszüge in griechischer Sprache vor. Zwei der Abhandlungen, Über zehn die Vorsehung betreffende Zweifelsfragen und Über die Vorsehung und das Schicksal und das, was an uns liegt, behandeln Probleme, die sich aus der Annahme einer göttlichen Vorsehung ergeben. In der dritten Schrift, Über die Beschaffenheit der Übel, untersucht der Philosoph die Fragen, inwiefern Übel existieren, wo und aus welchem Grund sie bestehen und was über die Art ihrer Existenz ausgesagt werden kann.
Verloren sind eine Einführung in die platonische Philosophie, die lateinisch Prolegomena ad Platonis philosophiam genannt wird, sowie mehrere Abhandlungen über einzelne Themen des Platonismus. Eine Entgegnung des Proklos auf die Kritik des Aristoteles an Platons Timaios ist anhand einer indirekten Überlieferung teilweise rekonstruierbar. Eine Schrift, in der Proklos mit achtzehn Argumenten beweisen wollte, dass die Welt weder einen Anfang noch ein Ende habe, ist verloren und ihr authentischer Titel ist unbekannt, doch kann ihr Inhalt anhand einer Gegenschrift des Christen Johannes Philoponos rekonstruiert werden. Nur auszugsweise erhalten ist die Abhandlung Über den Ort (Peri tópou).
Kommentare zu Dichtungen
Proklos verfasste eine Auslegung von Hesiods Lehrgedicht Werke und Tage sowie einen sehr umfangreichen Kommentar zu den Chaldäischen Orakeln, einer kaiserzeitlichen religiösen Lehrdichtung, die bei den spätantiken Neuplatonikern in höchstem Ansehen stand. Die Deutung der Orakel ist nicht erhalten geblieben, aber anhand byzantinischer Quellen teilweise rekonstruierbar. Die Auslegung von Hesiods Gedicht, die in erster Linie auf Plutarchs Kommentar zu diesem Werk fußt, ist in den Hesiod-Scholien fragmentarisch überliefert.
Mathematik und Naturwissenschaft
Zum erhaltenen Œuvre des Proklos zählen auch drei Schriften über mathematische und naturwissenschaftliche Themen. Er verfasste einen Kommentar zum ersten Buch von Euklids Elementen (Eis to a' tōn Eukleídou stoicheíōn) mit zwei Vorreden über die Geschichte der Mathematik, die eine wichtige wissenschaftsgeschichtliche Quelle sind. Dieses Werk ist der einzige heute vorliegende antike Euklid-Kommentar. In den Grundlagen der Physik (Stoicheíōsis physikḗ, lateinisch Institutio physica oder Elementatio physica) fasste Proklos Erkenntnisse aus den Büchern 6 und 8 der Physik des Aristoteles zur Bewegungslehre zusammen; außerdem verarbeitete er Material aus dem ersten Buch von Aristoteles’ Abhandlung Über den Himmel. In der Kurzen Darstellung astronomischer Hypothesen (Hypotýpōsis tōn astronomikōn hypothéseōn) behandelte er die Astronomie des Ptolemaios. Diese Schrift gilt als die beste antike Einführung in das unter der Bezeichnung Almagest bekannte Standardwerk des einflussreichen Astronomen, das für das spätantike und mittelalterliche Weltbild eine wegweisende Rolle spielte.
Hymnen
Als eifriger Verehrer der Götter dichtete Proklos eine Reihe von Hymnen, von denen nur sieben erhalten geblieben sind. Sie zeugen von seiner guten Kenntnis der Verskunst und der epischen Sprache; er spielte oft kunstvoll mit seinen literarischen Vorlagen. Einen Ausdruck einer subjektiven Frömmigkeit sucht man in diesen Gedichten aber vergebens; die Stimmung wirkt echt, aber die Sprache ist konventionell. Es ging Proklos nicht um Affekt, nicht um das Ausdrücken einer gefühlsbetonten, personengebundenen Haltung, sondern um ein sakrales Handeln, das Subjektives und Irrationales ausschließt. Einige der verlorenen Hymnen dienten dem Kult orientalischer Gottheiten, denn Proklos beschränkte sich nicht auf die Anrufung griechischer Götter, sondern hatte auch für fremdländische religiöse Traditionen große Wertschätzung. Er meinte, ein Philosoph solle nicht nur die Götter seiner Stadt feiern, sondern Hierophant des ganzen Kosmos sein.
Die sieben erhaltenen Hymnen haben hexametrische Form. Der erste ist an den Sonnengott Helios gerichtet, der zweite an Aphrodite, der dritte an die Musen, der vierte an die Götter im Allgemeinen, der fünfte an Aphrodite als Schutzgöttin von Proklos’ lykischer Heimat. Mit dem sechsten wandte sich der Philosoph an Rhea, Hekate und Zeus, wobei er Zeus mit dem römischen Gott Ianus identifizierte. Der siebte Hymnus ist eine Anrufung der Athene.

## Lehre

### Zielsetzung, Voraussetzungen und Grundlagen
Proklos verstand sich – wie bei den Neuplatonikern üblich – als getreuer Interpret der Philosophie Platons und Wahrer der authentischen platonischen Tradition. Dabei trat er besonders als Systematiker hervor. Sein Anliegen war die Zusammenstellung des platonischen Gedankenguts und der damit übereinstimmenden Inhalte anderer Traditionen zu einem wohlgeordneten, schulmäßig vermittelbaren Lehrstoff. Es gelang ihm, die neuplatonische Philosophie und Theologie erstmals in ihrer Gesamtheit als einheitliches, geschlossenes System darzustellen, indem er ihre Lehrsätze als Glieder einer Kette von Folgerungen ableitete und sie als notwendige Konsequenzen aus plausiblen Annahmen erscheinen ließ. Damit errichtete er das Gebäude einer umfassenden Weltdeutung, die aus seiner Sicht sowohl wissenschaftlich begründet war als auch mit den richtig verstandenen Aussagen der anerkannten Autoritäten einschließlich der großen Dichter im Einklang war. Ein relativ distanziertes Verhältnis hatte Proklos allerdings zu Aristoteles. Aristotelische Schriften gehörten zwar an der neuplatonischen Philosophenschule zum Lehrstoff, doch beurteilte Proklos Teile der aristotelischen Lehre kritisch. In Fragen, die zwischen den Platonikern und den Aristotelikern strittig waren, nahm er nachdrücklich für die platonische Position Stellung.
Die Grundlage für die Konstruktion des proklischen Systems war die Interpretation ausgewählter platonischer Dialoge. Proklos stellte fest, der Parmenides sei für die Metaphysik maßgeblich und der Timaios für die Kosmologie; in diesen beiden Dialogen sei das gesamte platonische Weltbild enthalten. Da die Metaphysik als vornehmster und weitaus wichtigster Teil der Philosophie galt, meinte Proklos, im Parmenides sei der Kern der platonischen Lehre zu finden.
Wie alle Neuplatoniker unterschied Proklos scharf zwischen dem nur geistig erfassbaren Bereich der reinen Denkinhalte und der sinnlich wahrnehmbaren Welt der materiellen Dinge. Man sprach von einer „geistigen Welt“ (griechisch kósmos noētós, lateinisch mundus intelligibilis). Es galt als evident, dass die Sinneswelt ein Abbild der geistigen Welt sei, der sie ihre Existenz verdanke. Daraus ergab sich für die Neuplatoniker eine hierarchische Rangordnung, in der das Geistige dem Materiellen prinzipiell übergeordnet ist. Das Niedrigere ist ein Erzeugnis des Höheren, nach dessen Vorbild es gestaltet ist und an dessen Eigenschaften es Anteil hat, soweit seine Daseinsbedingungen das gestatten. Es ist vom Höheren in jeder Hinsicht abhängig, während das Höhere in keiner Weise auf das Niedere angewiesen ist. Das Geistige ist als übergeordneter Bereich das Allgemeinere und Einfachere, das sinnlich Wahrnehmbare tritt verstreut in der Vielfalt und individuellen Besonderheit der einzelnen Sinnesobjekte in Erscheinung. An der Spitze dieser Ordnung, noch über dem Geistigen, steht „das Eine“, das absolut transzendente und vollkommen einfache höchste Prinzip. Es ist der Ursprung von allem und selbst von nichts abhängig.
Diese allgemein akzeptierte Grobeinteilung bildete in der Spätantike die Ausgangsbasis für weitere Differenzierung; außerdem waren die Zusammenhänge zwischen den Hauptbereichen zu klären. Schon seit Plotin (205–270), dem Begründer des Neuplatonismus, bemühten sich die Neuplatoniker, ihrem Modell der Gesamtwirklichkeit eine gründlich ausgearbeitete und plausibel begründete Struktur zu geben und damit die Hypothesen ihrer Vorgänger, die heute als „Mittelplatoniker“ bezeichnet werden, zu übertreffen. Plotin hatte eine dreiteilige Grundstruktur der metaphysischen Sphäre mit drei hierarchisch geordneten Prinzipien angenommen: Unter dem absolut undifferenzierten Einen (griechisch to hen) steht der überindividuelle Geist oder Intellekt (griechisch nous), gefolgt vom seelischen Bereich, der den untersten Teil der rein geistigen Welt bildet. Unmittelbar unter dem Seelischen beginnt die Sphäre der Sinnesobjekte, der gestalteten Materie; ihr kommt in der Weltordnung der niedrigste Rang zu.
Die spätantiken Neuplatoniker übernahmen die Grundzüge von Plotins Konzept, widersprachen ihm aber in manchen Fragen. Auch untereinander waren sie oft verschiedener Meinung. Im Verlauf der Geschichte des antiken Neuplatonismus zeichnete sich eine Tendenz zu immer komplexerer Ausgestaltung des Weltmodells ab; zusätzliche Instanzen und Zwischenstufen zwischen den verschiedenen Daseinsebenen schienen erforderlich und wurden eingefügt. In diesem Prozess einer fortschreitenden Differenzierung und Verfeinerung des Weltbilds spielte Proklos eine Schlüsselrolle. Er begnügte sich aber nicht damit, Hypothesen aufzustellen und die theoretische Spekulation voranzutreiben. Als Philosophielehrer verfolgte er das Hauptziel, seinen Schülern und Lesern Orientierung im Kosmos zu bieten und ihnen damit zugleich eine Anleitung zu einer idealen Lebensführung nach philosophischen Grundsätzen zu geben. Einsicht in die Beschaffenheit der Welt und Umsetzung der Erkenntnisse im Handeln hingen nach seinem Verständnis unauflöslich zusammen. Das Umfeld für die Praxis bildete das Milieu der Philosophenschule, in der die Platoniker ein gemeinsames Leben führten und durch Freundschaften und familiäre Verknüpfungen miteinander verbunden waren.
Wie es der platonischen Tradition und insbesondere der neuplatonischen Denkweise entsprach, bildeten für Proklos Religion und Philosophie eine untrennbare Einheit. Er praktizierte den im spätantiken „Heidentum“ verbreiteten Synkretismus, die Verschmelzung verschiedener religiöser Überlieferungen und philosophischer Schulrichtungen. Die synkretistische Synthese war den Neuplatonikern ein wichtiges Anliegen; sie brachte eine ganzheitliche Weltdeutung hervor, die der christlichen Schöpfungs- und Erlösungslehre als Alternative entgegengestellt werden konnte. Den stabilen Kern von Proklos’ System machten die herkömmlichen Grundüberzeugungen der Neuplatoniker aus; ihnen passte er Gedankengut anderer Herkunft durch entsprechende Interpretation an. Das Bemühen um Harmonisierung war ein wichtiger Teil seiner Arbeit.
Die Entwicklung einer allgemeinen Methodenlehre lehnte Proklos grundsätzlich ab. Er meinte, es könne keine abstrakte Methodenlehre mit absoluter Geltung geben, die von allen besonderen Inhalten abstrahiere; vielmehr müsse die Methode den jeweiligen Inhalten angepasst werden. Die Methode sei nur Hilfsmittel und dürfe nicht zum Selbstzweck werden.

### Die Struktur der Welt
Im Modell des Proklos wird die Existenz der Gesamtheit der Dinge auf ein stufenweises Hervorgehen alles Seienden aus dem Ausgangspunkt, dem Einen, zurückgeführt. Mit dem „Hervorgehen“ ist nicht eine Schöpfung oder Entstehung in der Zeit gemeint; vielmehr ist die Welt für Proklos wie für zahlreiche Platoniker zeitlich anfangs- und endlos. Ausdrücke wie „erschaffen“ und „hervorgehen“ dienen in seiner Kosmologie nicht zur Bezeichnung einzelner Ereignisse. Sie sollen nur metaphorisch ausdrücken, dass das Erzeugte oder Hervorgegangene seine Existenz der Existenz der erzeugenden Instanz verdankt. Der Zusammenhang ist, soweit es um die geistige Welt geht, überzeitlich; im Bereich des Zeitlichen kann die Erzeugung als ein endloser Prozess aufgefasst werden. Ein überzeitliches Verhältnis zwischen einer Ursache und einer Wirkung wird zur Unterscheidung von einer ereignishaften Verursachung als „kausale Erzeugung“ bezeichnet.
Das Eine ist die oberste, ursprüngliche Realität. Unter ihm sind die einzelnen Wirklichkeitsebenen angeordnet, wobei jede aus der ihr unmittelbar übergeordneten hervorgeht. Das Allgemeinere ist immer das Höherrangige und Hervorbringende, das Speziellere das Niedrigere und Erzeugte. Das Hervorgehen wird in der philosophischen Terminologie als Emanation (Ausfließen, Ausströmen) bezeichnet; die Ebenen werden in der neuplatonischen Fachsprache „Hypostasen“ genannt. So entsteht eine hierarchische Stufenleiter, die bis zur Materie hinabreicht, wo die unterste Existenzweise anzutreffen ist. Die Ursächlichkeit ist nicht so zu verstehen, dass eine Stufe nur von der nächsthöheren hervorgebracht wird; vielmehr wird jede Stufe indirekt durch alle ihr vorangehenden produziert und unmittelbar durch die nächsthöhere. Generell gilt der Grundsatz: Je allgemeiner und damit dem Einen näher eine Ebene ist, desto mächtiger macht sich ihr Einfluss auf alles ihr Nachgeordnete geltend.

#### Der Ursprung von allem
Proklos behauptet, es müsse eine erste und höchste Ursache geben. Die Existenz einer Ursache von allem, was ist, hält er für beweisbar. Für die gegenteilige Annahme sieht er drei Möglichkeiten, die nach seiner Argumentation alle absurd sind: Entweder hat Seiendes keine Ursache, dann ist der Satz vom zureichenden Grund verletzt; in diesem Fall ist die Welt chaotisch und somit Wissenschaft unmöglich; oder Ursachen und Wirkungen sind zirkulär, dann muss das Hervorgebrachte das Hervorbringende hervorbringen und die Ursache ist der Wirkung nicht überlegen; oder es gibt eine endlose Ursachenkette, und dann ist Erkenntnis unmöglich. Wissenschaft existiert aber, in der Welt besteht Ordnung, Ursachen stehen über ihren Wirkungen und Seiendes ist erkennbar. Also muss es eine Kausalkette geben, deren erstes Glied die Ursache von allem ihm Nachrangigen ist.
Nach der Lehre des Proklos ist es notwendig, dass die Ursache alles Seienden dasjenige ist, an dem alles Seiende Anteil hat, oder fachsprachlich ausgedrückt: dasjenige, was von allem Seienden partizipiert wird. Dies ist im Sinne des platonischen Begriffs der „Teilhabe“ (Methexis) zu verstehen. Mit Teilhabe oder Partizipation ist gemeint, dass dem Partizipierenden die Eigenschaft, für die das Partizipierte verantwortlich ist, zukommt, weil das Partizipierte ihm diese Eigenschaft verleiht. Das Partizipierte hat also als solches immer die Funktion der Ursache, denn es gibt dem Partizipierenden eine bestimmte Beschaffenheit, die das Partizipierende als Entität konstituiert. Die Anzahl der Eigenschaften einer partizipierenden Entität ergibt sich aus der Anzahl der Ursachen, welche diese Entität partizipiert. Die allgemeinste Eigenschaft, die von allem Seienden ausgesagt wird, ist „x ist eines“. Auch auf eine Vielheit trifft diese Aussage zu, wenngleich in schwächerem Grad als auf eine Einheit, denn jede Vielheit ist in gewisser Hinsicht zugleich „eines“ und muss daher am Prinzip „das Eine“ Anteil haben. Die Eigenschaft, eines zu sein, ist somit abgestuft, aber in allem Seienden in geringerem oder höherem Grad vorhanden. Keine andere Eigenschaft ist so allgemein wie diese. Sogar das Nichts ist „eines“ und insofern am „Einen“ beteiligt, es ist nicht ganz und gar nichts. Somit ist „das Eine“ die erste und höchste Ursache und zugleich das erste Prinzip, denn es ist dasjenige, was für das allgemeinste Prädikat verantwortlich ist. Für diese These bringt Proklos einen Beweis vor, mit dem er zu zeigen versucht, dass das Gegenteil des zu beweisenden Satzes absurd sei. Die Schlüssigkeit des Beweises ist in der Forschung umstritten.
Hier stellt sich die Frage nach dem Status des Einen in der Ontologie, der Lehre vom Sein oder vom Seienden als solchem. Das Eine muss schlechthin einfach und einheitlich, also absolut undifferenziert sein; es darf keinen Aspekt von Vielheit aufweisen, da es sonst eine noch höhere, ihm übergeordnete Einheit geben müsste, die seine Einheit zu stiften hätte, womit ein infiniter Regress einträte. Somit kann das Eine nicht im Bereich des Seienden zu suchen sein, denn alles Seiende ist „geeinigt“, das heißt, es trägt in sich neben der Einheit auch eine Vielheit und bedarf einer Instanz, die es einigt. Das schlechthin Eine kann aber auch nicht „nicht seiend“ sein in dem Sinn, dass ihm das Sein mangelt, denn dann könnte es nicht den seienden Dingen das Sein verleihen. Also muss das Eine „überseiend“ sein: Es „ist“ nicht, aber es ist das Prinzip von allem, was ist. Es ist absolut transzendent, das heißt, es ist kein „Etwas“, das sprachlich oder gedanklich erfasst werden könnte. Daher kann es nur indirekt durch Spekulation aus den ihm nachgeordneten Entitäten erschlossen werden.
Eine Konsequenz aus der absoluten Einfachheit und Undifferenziertheit des Einen ist, dass es von allen positiven Bestimmungen frei sein muss. Man darf ihm also nichts hinzufügen; Bestimmungen – das heißt Aussagen des Typus „Das Eine ist x“ – wären Hinzufügungen und würden als solche die Einheit aufheben, denn sie würden eine Polarität einführen. Sinnvoll sind daher nur verneinende Aussagen, mit denen festgestellt wird, was das überseiende Eine nicht ist. Mit solchen Aussagen nähert man sich dem Einen an, indem man alle Bestimmungen entfernt und damit unangemessene Vorstellungen über das Absolute beseitigt. Dafür verwendet Proklos den Ausdruck trópos tēs aphairéseōs („Vorgehensweise des Entfernens“). Die Verneinungen sind nicht privativ („beraubend“) gemeint, das heißt, sie weisen nicht auf ein Fehlen von etwas hin. Sie sollen nur die Beschränkungen aufheben, die sich aus positiven Bestimmungen immer ergeben. Damit erweisen sich die Verneinungen als produktiv; sie bringen den, der sie vornimmt, der Wahrheit näher. Eine solche Annäherung an die Wahrheit des Einen ist naturgemäß und wünschenswert, denn es entspricht der Natur des Niederen, nach dem Höheren zu streben und zu ihm aufzusteigen. Das Höhere erscheint dem Niederen als „gut“, und das Eine ist als erste Ursache das Höchste und somit aus menschlicher Sicht das Erstrebenswerteste, „das Gute“ schlechthin. Proklos drückt seine Wertschätzung für die Verneinung der Bestimmungen aus, indem er den Aufstieg des verneinenden Denkens zum einen in religiöser Sprache beschreibt; er sieht darin „einen einzigen theologischen Hymnus auf das Eine durch diese Verneinungen“. Fachsprachlich wird diese Herangehensweise als „negative Theologie“ bezeichnet.
Allerdings erweisen sich auch die Verneinungen als unzulänglich, auch sie können dem unsagbaren Absoluten letztlich nicht gerecht werden. Daher müssen auch sie verneint werden. Mit der „Negation der Negation“ wird eine weitere Beschränkung aufgehoben, die sich aus der Polarität des Denkens ergeben hat. Das Denken übersteigt sich selbst, überwindet seine Polarität und schafft damit eine Voraussetzung für das Erfassen von Einheit. Dieses Erfassen, das ein Erfahren ist, ist das Ziel des Philosophen. Das Eine ist erfahrbar, da in der Seele etwas Göttliches ist, das aufgrund seiner Verwandtschaft mit dem Einen eine solche Erfahrung ermöglicht. Den Zugang zum „Einen selbst“ verschafft das „Eine in uns“, das die Seele in sich selbst findet. Die Voraussetzung dafür ist die aktive Bemühung desjenigen, der die Hindernisse entfernt. Die Negation der Negation ist also keine Rückkehr zum Ausgangspunkt nach Beseitigung eines Irrtums, sondern ein Voranschreiten in Richtung auf das Ziel.

#### Vermittlung und Zusammenhalt
Für das proklische Modell besteht eine Schwierigkeit in der Notwendigkeit zu erklären, wie aus dem überseienden Einen Seiendes hervorgehen kann und die absolute Transzendenz des Einen dennoch gewahrt bleibt. Eine unmittelbare Erzeugung von Seiendem durch das Eine wäre mit der absoluten Transzendenz des höchsten Prinzips unvereinbar. Daher werden vermittelnde Instanzen benötigt, die zwar überseiend, aber für Seiendes partizipierbar sind. Diese Instanzen nennt Proklos „Henaden“ (Einheiten). Vermittelnd wirken außerdem die beiden Prinzipien des Begrenzenden und des Unbegrenzten, die dort, wo sie als Urprinzipien wirken, ebenfalls als überseiend aufzufassen sind.
Das Problem der Vermittlung stellt sich aber nicht nur im Grenzbereich zwischen Transzendentem und Seiendem, sondern auch innerhalb des Bereichs des Seins. Für Proklos ist die Gesamtheit der seienden Entitäten ein Ganzes, dessen Bestandteile untereinander in vielfachem und engem Zusammenhang stehen, insbesondere in Ursache-Wirkung-Beziehungen. Da die Bestandteile von unterschiedlicher Natur sind, ist die Erklärung des Sachverhalts, dass sie trotz ihrer Verschiedenartigkeit zusammenhängen können, eine der Hauptaufgaben der Philosophie. Benötigt wird eine Vermittlung, die eine Gemeinschaft (koinōnía) zwischen zwei unterschiedlichen Entitäten oder Daseinsebenen ermöglicht. Es muss Faktoren geben, welche die Dinge zusammenfügen und zusammenhalten, indem sie zwischen ihnen vermitteln, den Gegensatz überbrücken und so die Welt strukturieren. Vermittlung bewirkt, dass die Glieder eines seienden Ganzen aufeinander bezogen sind und eine Einheit bilden, aber dabei nicht ineinander aufgehen und ihre Unterschiedlichkeit einbüßen, sondern ihr je eigenes Wesen bewahren. Es muss Gründe dafür geben, dass in der Vielheit Einheit, in der Einheit Vielheit bestehen kann. Diese Gründe liegen nach der proklischen Theorie in der „triadischen Gestalt“ (schḗma triadikón) des Seienden, denn es ist die „Trias“ (Dreiheit), die ein „Zugleich“ von Einheit und Unterschiedenheit ermöglicht. Die Besonderheit der Dreiheit besteht darin, dass sie in sich Einheit und Zweiheit umfasst und selbst die „Mischung“ (miktón) beider ist, womit das dritte Element hinzutritt. Sie ist also eine Einheit aus drei Elementen, bei denen es sich sowohl um drei Aspekte einer einzigen Realität als auch um drei Teile eines Verursachungsprozesses handelt. Die Trias ist Einheit in der Differenz. Als Prinzip begründet sie alles Sein und damit auch alles Denken: Da alles Seiende triadisch strukturiert ist, muss sich auch die Bewegung des Denkens, das dem Sein nachgeht, triadisch vollziehen. Diese Struktur zeigt sich in einer Vielzahl von Triaden. Dreiheiten sind überall dort erkennbar, wo die Prinzipien der Identität und der Differenz zusammenwirken, wo sich Einheit entfaltet und damit Vielheit schafft und die Elemente der Vielheit zugleich in der Einheit gesammelt bleiben.
Ein Beispiel einer solchen Trias ist „péras (Grenze, Abgrenzendes, Umschließendes), ápeiron (Unbegrenztes, Gestaltloses, Unbestimmtes), miktón (Mischung [von Begrenzung und Grenzenlosem])“. Diese Trias geht durch alles Seiende hindurch und ist auch für das Hervorgehen des Seienden aus dem Überseienden verantwortlich. Das Prinzip der Unbestimmtheit ist zeugende und gebärende „Mächtigkeit“, es bringt Leben hervor; das Prinzip der Begrenzung konstituiert das „Etwas“ als solches, das Bestimmte, Abgegrenzte und damit Definierbare. Diese beiden Prinzipien gehören dort, wo ihnen die größte Ursprünglichkeit und Ursächlichkeit zukommt, dem Bereich des Überseienden an. Wenn sie als Urprinzipien zusammenwirken, entsteht ein „Gemischtes“, das dritte Element der Trias, und das ist das Sein. So erklärt diese Trias die kausale, überzeitliche Erzeugung des Seins. Zu den weiteren Triaden zählen „Seiendheit (Ousia), Selbigkeit, Andersheit“ und „Anfang, Mitte, Ende“.
Eine herausragende Sonderstellung nimmt die Trias „monḗ (Verweilen, Verharren), próodos (Hervorgang, Fortschreiten), epistrophḗ (Rückwendung, Rückkehr)“ ein. Sie ist nicht eine Trias neben den anderen, sondern der allen anderen Triaden innewohnende und sie bewegende Grund. Die Einheit ihrer drei Elemente macht den Kern der proklischen Erklärung des Weltzusammenhangs aus; zugleich stellt diese Trias das Strukturprinzip des Geistes und des Denkens dar. Alles Geschehen ist für Proklos zyklisch, und auch die überzeitlichen Zusammenhänge beschreibt er metaphorisch, als wären sie Kreisläufe. Jede Wirkung ist ursprünglich in ihrer Ursache vorhanden. Sie tritt aus der Ursache heraus, schreitet von ihr fort und wendet sich aufgrund einer ihr innewohnenden Tendenz wieder zu ihrem Ausgangspunkt zurück. Alle Kausalzusammenhänge lassen sich im Rahmen dieser dynamischen triadischen Struktur beschreiben, und alle Prozesse setzen sich aus den drei Aspekten „Verharren in der Ursache“, „Hervorgang aus der Ursache“ und „Rückkehr zur Ursache“ zusammen. Der Grund für den Hervorgang ist die überfließende „Überfülle an Mächtigkeit“ der Ursache, der Grund für die Rückwendung ist das Streben des relativ Unvollkommenen nach größerer Vollkommenheit; im Hervorgang ist die Rückkehr bereits angelegt, die Bewegung vollzieht sich im Kreis. So sind Ursachen und Wirkungen durch diese Trias eng verknüpft, die vielgestaltige Welt kann als Ganzheit und untrennbare Einheit aufgefasst und erklärt werden.

#### Die geistige Welt
Unterhalb des Überseienden befindet sich in der hierarchischen Rangordnung die geistige Welt, in der die Vernunft, der Nous, waltet. Sie folgt in der Ursachenkette dem Überseienden und geht dem Seelischen und dem Materiellen voran. Die geistige Welt weist eine komplexe Struktur auf, die von mehreren Triaden bestimmt ist, und umfasst eine Reihe von metaphysischen Entitäten, die zugleich als Gottheiten aufgefasst werden und in Rangklassen eingeteilt sind. Bei der detaillierten Darstellung des Modells der geistigen Welt begründet Proklos die einzelnen gedanklichen Schritte, die ihn zu seinen Annahmen geführt haben. Er legt Wert darauf, dem Leser die Notwendigkeit der Schritte einsichtig zu machen, damit der Aufbau seines komplexen Gedankengebäudes als logisch zwingend erscheint.
Für die Grundstruktur ist eine Trias verantwortlich, welche die geistige Welt in drei Hauptbereiche gliedert. Bezeichnungen wie „Bereich“ werden hier ohne räumliche Konnotation verwendet; sie sollen nur zur Unterscheidung von ontologisch „Vorgängigem“ und „Nachrangigem“ dienen, drücken also die Rangordnung aus. Die geistige Welt ist überräumlich und überzeitlich. Der höchste Bereich ist die Stätte des intellektuell Erkannten, des noētón. Dort befinden sich Entitäten, die für andere geistige Entitäten Erkenntnisobjekte sind, aber selbst nicht als Erkennende auf geistige Entitäten anderer Bereiche ausgerichtet sind. Erkenntnis ist Partizipation; das Erkenntnisobjekt ist partizipiert, das Erkennende partizipierend. Der Vorrang der Entitäten des höchsten Bereichs ergibt sich daraus, dass sie von dem, was unter ihnen ist, erkannt und somit partizipiert werden, also diesbezüglich ursächlich sind, selbst aber nicht innerhalb der geistigen Welt andere Bereiche partizipieren, also nicht von anderen geistigen Entitäten abhängen. Das Erkenntnisobjekt ist dem Erkennenden prinzipiell übergeordnet, da sich das Erkennende auf es ausrichtet und nicht umgekehrt. Das Erkannte ist Ursache, das Erkennende ist vom Erkannten verursacht und im Sinne des Rückwendungsprinzips auf seine Ursache ausgerichtet, der es sich erkennend zuwendet. Daher nehmen die „erkannten“ Entitäten in der geistigen Welt den höchsten Rang ein; sie partizipieren nichts Geistiges, sondern nur das, was über dem Geist ist, nämlich die überseienden Henaden und Prinzipien, von denen sie das Sein empfangen. Der mittlere Bereich ist der des sowohl Erkannten als auch Erkennenden: Die dortigen Gottheiten erkennen das, was sich im höchsten Bereich befindet, und werden ihrerseits von dem ihnen Nachrangigen, im untersten Bereich Angesiedelten erkannt. Somit sind sie innerhalb der geistigen Welt sowohl partizipiert als auch partizipierend. Zuunterst befindet sich der Bereich des noerón, des Erkennenden. Dort sind untergeordnete Entitäten, die als Gottheiten das ihnen Vorgängige erkennen, selbst aber nicht für geistige Entitäten anderer Bereiche Gegenstand von Erkenntnis sind. Für das Erkannte ist in der Fachliteratur die Bezeichnung „intelligibel“, für das Erkennende der Ausdruck „intellektuell“ gebräuchlich; wenn aber vom „intelligiblen Kosmos“ die Rede ist, ist die Gesamtheit der geistigen Welt gemeint.
Jeder der drei Hauptbereiche ist seinerseits triadisch gegliedert. Dadurch ergibt sich eine Struktur mit verschiedenen Ebenen. Als strukturierendes Prinzip fungiert die Trias „on/ousía (Seiendes/Sein), zōḗ (Leben), nous (Intellekt)“, deren Elemente in einem hierarchischen Verhältnis zueinander stehen. Für die Rangordnung ist auch hier der Grundsatz maßgeblich, dass das Ursächliche und Partizipierte stets über den Wirkungen und dem Partizipierenden steht. Das Ausmaß der Ursächlichkeit einer Entität ist aus der Extension des zugehörigen Prädikats zu erschließen. Am ursächlichsten ist die universellste Ursache in der Welt des Seienden, also diejenige, der das Prädikat mit der größten Extension entspricht. Das ist das Prädikat „x ist“, denn am Sein hat alles Seiende Anteil. Das Sein ist also allem anderen vorgängig. An zweiter Stelle folgt das Leben. Es steht über dem Intellekt, denn alles, was am Intellekt teilhat, hat auch am Leben teil, aber nicht umgekehrt; also ist „Leben“ allgemeiner als „Intellekt“ und somit ursächlicher. Daraus folgt, dass der Intellekt den untersten Rang einnimmt. Die drei Elemente der Trias existieren aber nicht separat, sondern durchdringen einander: Im Sein finden sich Leben und Intellekt nach der Weise des Seins, im Leben Sein und Intellekt nach der Weise des Lebens und im Intellekt Sein und Leben nach der Weise des Intellekts.
Im höchsten Hauptbereich, dem des erkannten und keinen anderen Seinsbereich erkennenden Intelligiblen, strukturieren die beiden Triaden „Sein, Leben, Intellekt“ und „Grenze, Grenzenlosigkeit/Grenzenloses, Mischung von Grenze und Grenzenlosigkeit/Grenzenlosem“ gemeinsam. Daraus ergibt sich eine aus drei Triaden zusammengesetzte Trias, die intelligible Trias. Sie ist nach folgendem Schema aufgebaut:
- Die höchste Ebene, die Seinsebene, ist die der Trias „Grenze, Grenzenlosigkeit, intelligibles Sein“, wobei das intelligible Sein das aus den beiden anderen Elementen „Gemischte“ ist. Diese Ebene geht direkt aus dem Überseienden hervor. Hier dominiert in der Trias das Element Grenze, das heißt, die Mischung erfolgt „gemäß der Grenze“. Daher ist diese Ebene die höchste, denn das Element Grenze hat in der Trias den höchsten Rang und seine Dominanz erzeugt das höchste Mischungsprodukt, das Sein.
- Die mittlere Ebene, die Lebensebene, geht aus der höchsten hervor. Sie ist von der Trias „Grenze, Grenzenloses, intelligibles Leben“ bestimmt. Hier waltet das Grenzenlose als Urprinzip der „unbegrenzten Wirkmächtigkeit“ (ápeiros dýnamis) und erzeugt durch seine Mischung mit dem Prinzip der Begrenzung das intelligible Leben. Da hier das Grenzenlose innerhalb der Trias dominiert, erfolgt die Mischung „gemäß dem Grenzenlosen“, dem mittleren Element der Trias. Daher ist diese Ebene die mittlere und ihr Mischungsprodukt ist das Leben, das in der Trias „Sein, Leben, Intellekt“ den mittleren Rang einnimmt.
- Die unterste Ebene, die Intellektebene, wird von der Trias „Grenze, Grenzenloses, intelligibler Intellekt“ bestimmt. Auch hier mischen sich Grenze und Grenzenloses, und diesmal entsteht aus ihrer Mischung der Intellekt des intelligiblen Bereichs. In diesem Fall ist bei der Mischung „das Gemischte“, das unterste Element der Trias „Grenze, Grenzenloses, Mischung beider“, der maßgebliche Faktor. Da gemäß dem untersten Element gemischt wird, kommt das unterste Mischungsprodukt zustande, und dem entspricht der Rang dieser Ebene.

Der mittlere Hauptbereich, die Stätte der intelligiblen und zugleich intellektuellen Entitäten, ist ebenfalls durch eine triadisch untergliederte Trias strukturiert. Die intelligible und zugleich intellektuelle Trias ist nach folgendem Schema gestaltet:
- Auf der höchsten Ebene wirkt die Trias „Sein, Leben, Intellekt“ überwiegend auf die Weise des Seins, ihres höchsten Elements. Der intelligible Aspekt dominiert gegenüber dem Intellektuellen, seine Merkmale prägen die Ebene in erster Linie.
- Auf der mittleren Ebene wirkt die Trias „Sein, Leben, Intellekt“ nach der Weise des Lebens, ihres mittleren Elements. Dabei sind der intelligible und der intellektuelle Aspekt gleich wirkmächtig.
- Auf der untersten Ebene wirkt die Trias „Sein, Leben, Intellekt“ überwiegend auf die Weise des Intellekts. Durch die Vorherrschaft des Intellektuellen zeigt diese Ebene ihre Nähe zum unmittelbar nachgeordneten Hauptbereich, dem der intellektuellen Entitäten.

Der Hauptbereich des Intellektuellen weist ebenfalls drei Teile auf. Von diesen sind zwei dreifach untergliedert, der dritte besitzt nur ein einziges Element. Somit besteht der intellektuelle Bereich aus insgesamt sieben Entitäten oder Gottheiten, er bildet eine Hebdomade (Siebenheit) mit folgenden drei Teilbereichen:
- Teilbereich der drei Gottheiten, die Proklos unter der Bezeichnung „intellektuelle Väter“ (noeroí patéres) zusammenfasst. Es handelt sich um drei für den Weltentstehungsmythos der griechischen Volksreligion zentrale Götter: Kronos, dessen Gattin Rhea und den Sohn dieses Paares, den Göttervater Zeus. Sie bilden eine hierarchisch geordnete Trias, in der Kronos als höchste intellektuelle Gottheit für die Grenze, das Sein und den intelligiblen Aspekt des Intellektuellen steht, Rhea als lebenspendende Mutter für das Leben und das wirkmächtige Unbegrenzte und Zeus als unterstes Element der Trias für den „intellektuellen Intellekt“ (noerós nous), den intellektuellen Aspekt innerhalb des intellektuellen Bereichs. Der unterste Rang, den Zeus einnimmt, entspricht der Stellung dieses Gottes im Mythos, wo er als Kind von Kronos und Rhea das von seinen Eltern Verursachte, das „Mischungsprodukt“ ist. Dennoch trägt auch Zeus einen intelligiblen Anteil in sich, da er sich selbst intellektuell erkennt, also für sich selbst intelligibel ist. Kronos zählt zwar im Gesamtrahmen der geistigen Welt zu den intellektuellen Gottheiten, aber aus der Sicht von Zeus ist er intelligibel. Hier zeigt sich besonders deutlich die gegenseitige Durchdringung der Elemente der Triaden. Eine schematische Darstellung der Entitäten der geistigen Welt kann somit nur eine Orientierungshilfe bieten, aber der Komplexität des proklischen Modells nicht gerecht werden.
- Teilbereich der drei „unbefleckten Wächter“, die in der mythischen Nomenklatur Kureten genannt werden. Diese drei Gottheiten stehen zwischen den intellektuellen Vätern und dem nachgeordneten Bereich des Geschaffenen. Sie werden Wächter genannt, weil sie die intellektuellen Väter „bewachen“. Damit ist gemeint, dass sie die Väter vor einem zu nahen Kontakt mit der Schöpfung bewahren. Dies ist erforderlich, da die Väter – insbesondere Zeus als Schöpfergott – sonst der Gefahr der Verunreinigung durch den Einfluss niedriger Entitäten ausgesetzt wären.
- Teilbereich der siebten Gottheit. Dieser Teilbereich ist nicht untergliedert. Die Funktion der siebten Gottheit ist die Erzeugung der intellektuellen Unterscheidungen.

Sowohl im obersten als auch im untersten der drei Hauptbereiche der geistigen Welt spielt der Intellekt eine wichtige Rolle. Der Intellekt des obersten Bereichs ist der intelligible Intellekt. Er ist die Stufe der geistigen Welt, auf der sich das ursprünglich undifferenzierte Sein erstmals zu einer Vielheit entfaltet. Dies geschieht, indem sich das Sein in verschiedene platonische Ideen ausdifferenziert. Unter „Ideen“ versteht man im Platonismus real existierende, vollkommene und unveränderliche geistige Entitäten, die Urbilder, deren Abbilder die vergänglichen Sinnesobjekte sind. Sie sind die maßgeblichen Muster, die allem sinnlich Wahrnehmbaren Sein und Wesen verleihen. Im proklischen System sind die platonischen Ideen Gedanken des Intellekts, wobei sie nicht als Teile von ihm, sondern als seine Erzeugnisse aufgefasst werden.
Den intelligiblen Intellekt identifiziert Proklos mit dem vollkommenen Urlebewesen, das nach Platons Dialog Timaios das Vorbild ist, nach dem der Demiurg, der Schöpfergott, die Welt als beseelten Kosmos erschaffen hat. Der intellektuelle Intellekt ist im proklischen Modell Zeus, der mit dem Demiurgen des Timaios gleichgesetzt wird. Beide Intellekte bringen platonische Ideen hervor, jeder auf seine Art. Der intelligible Intellekt erzeugt die höheren, umfassenderen „intelligiblen Ideen“, die auf seiner Ebene auf intelligible Weise erscheinen. Der intellektuelle Intellekt ist der Erzeuger der untergeordneten, spezielleren, weniger wirkmächtigen „intellektuellen Ideen“; auf seiner Ebene sind alle Ideen auf intellektuelle Weise präsent.
Proklos verteidigt Platons Ideenlehre gegen die Kritik des Aristoteles und der Peripatetiker. Er meint, jede der vier dialektischen Methoden (Dihairesis, Definition, Analyse und Beweis) setze Ideen im Sinne der Ideenlehre voraus. Eingehend untersucht er die Frage, ob nicht nur den natürlichen, sondern auch den künstlich erzeugten Objekten eigene platonische Ideen als Ursachen zugeordnet sind, und gelangt zum Ergebnis, dass solche Ideen nicht anzunehmen sind.

#### Die materielle Welt
Über den Ursprung der materiellen Welt hat sich Platon im Dialog Timaios ausführlich geäußert. Dennoch waren Grundfragen zu dieser Thematik unter den antiken Platonikern umstritten. Die Ungewissheit ergab sich daraus, dass die Erschaffung des sinnlich wahrnehmbaren Kosmos in dem Dialog in mythischer Sprache geschildert wird und daher stark divergierende Interpretationen möglich sind, je nachdem ob einzelne Aussagen wörtlich genommen oder als Metaphern betrachtet werden. Im Mythos des Timaios werden die Schöpfungsvorgänge so beschrieben, dass der Eindruck entsteht, es sei ein Schöpfungsakt gemeint, der zu einer bestimmten Zeit stattgefunden habe. Demnach hat die sinnlich wahrnehmbare Welt vorher nicht existiert und ist den entstandenen, zeitabhängigen Dingen zuzurechnen. Außerdem wird im Timaios behauptet, der Schöpfergott habe die Materie nicht geschaffen, sondern vorgefunden. Sie habe schon vor der Schöpfung existiert. Damals habe sie sich noch in einem Zustand chaotischer Bewegung befunden. Das Eingreifen des Schöpfers habe das Chaos beendet, und seither bestehe die aktuelle Ordnung des Weltalls.
Für eine wörtliche Deutung dieser Aussagen hatten sich die Mittelplatoniker Plutarch und Attikos ausgesprochen. Ihrem Verständnis zufolge hat die Welt tatsächlich einen zeitlichen Anfang, die Materie hingegen ist nicht nur im zeitlichen, sondern auch im kausalen Sinn unerschaffen; sie ist ebenso wie das Eine ein unerzeugtes Urprinzip. Attikos bekannte sich zu einem radikalen Dualismus. Nach seiner Lehre existieren die metaphysische Welt und die Materie unabhängig voneinander und hatten vor dem Schöpfungsakt nichts miteinander zu tun. Erst durch die Schöpfung ist die Materie unter göttlichen Einfluss gekommen.
Die Neuplatoniker vertraten einhellig die gegenteilige Auffassung. Sie waren der Meinung, Platon habe die Weltschöpfung nur zum Zweck der Veranschaulichung wie einen zeitlichen Vorgang geschildert. In Wirklichkeit habe er eine überzeitliche, nur als kausales Verhältnis zu verstehende Hervorbringung der Weltordnung gemeint und den geordneten Kosmos für immer bestehend gehalten. Für diese Interpretation des Timaios trat Proklos nachdrücklich ein. Unter anderem brachte er vor, ein guter Schöpfer müsse zu jeder Zeit das Bestmögliche wollen und tun, und das Beste sei nicht zeitlich variabel. Somit könne seine schöpferische Tätigkeit nicht zeitlich begrenzt sein, wenn das Erschaffen das optimale Handeln sei. Eine Unterlassung des Erschaffens in einem bestimmten Zeitraum setze mangelnden Willen oder mangelnde Fähigkeit voraus. Für den Schöpfer komme aber keine dieser beiden Möglichkeiten in Betracht; die erste sei schon wegen seiner Güte auszuschließen, die zweite wegen der Unwandelbarkeit seiner Natur. Hinsichtlich der Urmaterie lehrte Proklos, sie habe zwar ebenso wie die Weltordnung keinen Anfang in der Zeit, aber kausal sei sie erzeugt. Als konsequenter Monist führte er auch die Materie auf das Eine zurück. Nach seiner Argumentation kann es zwei unerzeugte, voneinander unabhängige Prinzipien nicht geben. Wenn es sie gäbe, müssten sie zwei sein. Dies würde aber voraussetzen, dass jedes von ihnen eines wäre und somit an dem Einen teilnähme. Dann wäre das Eine den beiden übergeordnet; es wäre ihr gemeinsames, von beiden partizipiertes Prinzip. Also wären beide von etwas Höherem erzeugt.
In der Rangordnung des proklischen Weltmodells nimmt die Materie wie bei allen anderen Platonikern den untersten Rang ein. Das Materielle steht am Ende der Kausalkette und in der Hierarchie tief unter der geistigen Welt. Die Materie ist aber nicht nur von der nächsthöheren Stufe hervorgebracht, sondern von allen ihr vorangehenden Stufen und in erster Linie vom Einen. Vermittelnd wirken dabei wiederum die beiden Prinzipien der Begrenzung und der Unbegrenztheit. Die universale Urmaterie, die Proklos als „erste“ und „einfache“ Materie bezeichnet, ist absolut gestaltlos und undifferenziert; ihre Ursache ist das Prinzip der überseienden Unbegrenztheit. Die Form, welche die an sich formlose Materie gestaltet und ihr eine bestimmte Struktur und Beschaffenheit verleiht, ist eine Manifestation des Prinzips Grenze. Aus dem Zusammenwirken, der „Mischung“ der beiden Prinzipien ergibt sich als „Gemischtes“ die Gesamtheit der sinnlich wahrnehmbaren Dinge. So ist für Proklos die überzeitliche Erschaffung der materiellen Welt zu verstehen.
Die Instanz, die den Schöpfungsprozess durchführt, ist der Demiurg. Er erschafft die materielle Welt in zwei „Stufen“, allerdings nicht im Sinne eines realen zeitlichen Ablaufs; die zeitliche Ausdrucksweise dient nur der Veranschaulichung. Die erste Stufe ist die „körperschaffende“, in der einfache Materie zu Körperlichem geformt wird. Das so erzeugte Körperliche identifiziert Proklos mit dem, was sich laut dem Timaios „vor“ der Schöpfung in einem Zustand ungeordneter Bewegung befand. Er schließt aus, dass es sich bei diesem chaotisch Bewegten um die gestaltlose Urmaterie handeln könne, denn Platon selbst bezeichne es als sichtbar, also müsse es eine Form haben. Die zweite Schöpfungsstufe ist nach der Timaios-Auslegung des Proklos die „ordnende“, in der das chaotische Körperliche beseelt wird. Das All erhält eine Seele, die Weltseele, die seine Lenkung übernimmt, die materiellen Dinge ordnet und das Physische auf den Nous, die Vernunft, ausrichtet. Dadurch erlangt die materielle Welt das ihr mögliche Maß an Vollkommenheit.
Die Materie wird von nichts partizipiert, ist aber zur Partizipation befähigt; da sie gestaltlos ist, ist sie für jede Gestaltung offen. Als Partizipierendes ist sie auf das von ihr Partizipierte ausgerichtet und für das, was ihr von dort her zukommt, empfänglich. Daher wird ihr die Form und Ordnung, die sie empfangen kann, auch zuteil.
Für Proklos ergibt sich aus seinem Schöpfungsverständnis, dass die Existenz der Materie notwendig ist. Sie muss existieren, weil sie für die Vervollständigung des Alls benötigt wird. Zur Vollständigkeit des Kosmos gehören auch die materiellen Formen, die als solche nur in Materie existieren können. Vollständig muss der Kosmos sein, wenn er gut ist; gut muss er sein, da er einen guten Ursprung hat. Alles, was ist, geht aus dem Einen hervor, das Proklos mit dem schlechthin Guten gleichsetzt. Wenn das Gute die Ursache von allem ist, dann muss die Gesamtwirklichkeit ein optimal geordnetes Ganzes bilden, in dem jeder Teil das Ausmaß an Vollkommenheit verwirklicht, das auf seiner Ebene möglich ist. Das muss für die gesamte hierarchische Ordnung der aus dem Guten hervorgegangenen Entitäten gelten, also auch für die materielle, am weitesten vom Ursprung entfernte Ebene. Also muss die Materie die materiellen Formen aufnehmen, sie muss gestaltet und geordnet werden, und zwar nicht erst durch einen zeitlichen Akt, sondern überzeitlich. Da die Schöpfung überzeitlich ist, kommt Materie als konkrete Realität immer nur geformt vor. Sie ist vom Demiurgen so gut wie möglich geordnet und weist daher immer die ihr zukommende Vollkommenheit auf.

#### Seele, Zeit und Ewigkeit
Das Seelische verortet Proklos in seiner Welthierarchie, wie im Neuplatonismus üblich, zwischen der geistigen und der materiellen Welt. Im Geist (Nous) sieht er den umfassenden Ursprung und Grund der Seele, der als bewahrendes Prinzip in ihr gegenwärtig ist. Die Seele erscheint ihm als der in anderer Dimension „wieder aufgenommene“ Nous. Sie ist auf abbildhafte Weise Geist, und ihre Gedanken sind Bilder der ursprünglichen Gedanken des Geistes. Im Geist sind Denken und Sein ungetrennt, zwischen ihnen besteht eine dynamische Identität. Denken, Gedanke und Gedachtes bilden eine wesenhafte Einheit. Das Sein der platonischen Idee ist im Geist der Gedanke. Anders verhält es sich in der Seele: Dort ist das Denken seinem Objekt immer untergeordnet und empfängt sein Maß von einem ihm vorgegebenen Sein. Daher muss das Denken der Seele den Übergang vom Gedanken zum Sein leisten. Es muss das im Geist Vereinte trennen und vom einen im Gedanken erfassten Sein zum anderen übergehen. Die Seele denkt diskursiv. Dieser Vorgang zeigt sich in der Dihairesis, einer Methode der Klassifikation und Begriffsbestimmung, mit der man einen allgemeineren Begriff in Unterbegriffe unterteilt, bis man die Definition eines gesuchten Begriffs findet. Dabei geht die Seele so vor, dass sie jede Idee getrennt in sich sieht, nicht aber alle in einem Blick. Während der Geist alles als Eines denkt und im Einzelnen bereits das Ganze denkt, sieht die Seele alles als Einzelnes und kann nur im Nacheinander, durch jedes Einzelne hindurchgehend, das Ganze konstruieren. Im Geist sind alle Gegensätze aufgehoben und eingefaltet, in der Seele sind sie entfaltet. Sie ist das entfaltete Sein des Geistes, der sich in ihr auseinanderlegt. Alles, was im Geist ineinander ist, ist in ihr gesondert. Proklos vergleicht die Seele mit einer immer beschriebenen „Schreibtafel des Geistes“. Sie ist nach der proklischen Lehre auf den Geist ausgerichtet und übersteigt sich auf ihn hin, indem sie nach seiner Vollkommenheit strebt. Ihr Denken ist daher eine Rückbewegung auf ihren Grund und Ursprung hin, an dem sie teilhat, indem sie denkt.
Der fundamentale Unterschied zwischen Geist und Seele besteht darin, dass der Geist überzeitlich ist, während die Seele als selbstbewegte Substanz in die Zeit verflochten ist. Der Geist ist der Sphäre des Ewigen zugeordnet, dem zeitlosen Jetzt des aiṓn (der Ewigkeit im Sinne von Zeitlosigkeit oder Überzeitlichkeit). Die Seele ist zugleich überzeitlich und zeitlich; sie hat ein zeitloses Sein, aber ein Wirken in der Zeit. Der zeitliche Aspekt ihrer Existenz ist für die Seele konstitutiv; wenn es ihn nicht gäbe, würde sie sich in nichts vom Nous unterscheiden.
Für Proklos ist die Zeit kein Akzidens, sondern eine Substanz (ousia). Wie alle Neuplatoniker hält er sie für anfangs- und endlos. Anderenfalls müsse eine Zeit ihrer Entstehung bzw. Auflösung angenommen werden, was widersinnig sei. Hinsichtlich der Natur der Zeit vertritt Proklos ein Konzept, mit dem er sich von der Auffassung Plotins distanziert. Nach Plotins Theorie darf man die Zeit nicht außerhalb der Seele annehmen; erst durch die Seele und mit ihr gibt es Zeit. Für Proklos hingegen gründet die Zeit in der überzeitlichen Ewigkeit und ist deren Abbild. Sie ist jenseits der Seele und ihr ontologisch übergeordnet und vermittelt zwischen Geist und Seele. Da es die Aufgabe der Seele ist, sich auf den Geist und damit auf die Ewigkeit auszurichten, strebt der Philosoph nach Überwindung der Zeit durch das Denken, das ihn in den Nous führt. Wenn man im philosophischen Bemühen das Auge der Seele nach oben auf den Nous richtet und diese Haltung einübt, kann es geschehen, dass offenkundige Wahrheit in einem zeitlosen Jetzt aufleuchtet, in dem Zeit eliminiert ist.
Das Leben der Seelen wird im proklischen System als zyklischer Prozess gedeutet. Sie sind aus ihrer rein geistigen Heimat in die physische Welt hinabgestiegen, haben dort Körper angenommen und wenden sich dann wieder nach oben, ihrem Ursprung zu, um heimzukehren und sich mit dem Nous zu vereinigen. Sie vollziehen also eine Bewegung, die erst abwärts und dann aufwärts führt. Der Weg hinauf ist das Philosophieren, die Gewinnung philosophischer Erkenntnis. Damit ist die Erkenntnis des Überzeitlichen gemeint, die aus der Hinwendung zur geistigen Welt resultiert. Die philosophische Bemühung zielt auf befreiende Reinigung von der Zerstreuung in die Mannigfaltigkeit und Einübung in die Einfachheit durch Sammlung. Sie führt vom Schein der Meinung zur Gewissheit der Wahrheit, die sich in der geistigen Welt als solche offenbart. Die Seele strebt von Natur aus zum Nous, aber sie wird nicht nur von diesem Streben aufwärts geleitet; einen weiteren Antrieb erhält sie von ihrer Sehnsucht nach dem Einen, dem Ursprung schlechthin, der für die Seele zugleich das Gute schlechthin ist.
Der Aufstieg verwandelt zwar die Seele, macht sie frei, leicht und „geistartig“ und vergöttlicht sie sogar, aber zu einer absoluten Identität mit dem überzeitlichen Geist oder gar dem Einen kann sie nie gelangen. Ihr Denken bleibt immer ein seelisches und der zeitliche Aspekt ihrer Existenz bleibt erhalten. Sie umkreist das Sein des Geistes mit einer Bewegung, die Proklos als Tanz beschreibt; dem Mittelpunkt des Kreises kann sie sich annähern, aber sie erreicht ihn nie. Selbst wenn es ihr gelingt, zum Einen zu gelangen und es zu berühren, löst sie sich nicht darin auf, sondern bleibt Seele. Ihre Kreisbewegung ist endlos; auf den Aufstieg folgt stets ein neuer Abstieg.
Mit seinen Überlegungen zum Auf- und Abstieg der Seelen orientiert sich Proklos weitgehend an den Grundzügen der herkömmlichen neuplatonischen Seelen- und Erlösungslehre, die Plotin als erster dargelegt hat. In einem wesentlichen Punkt widerspricht er Plotin aber nachdrücklich: Er lehnt dessen Behauptung ab, dass die Seele auch während ihres Aufenthalts im menschlichen Körper ständig zugleich mit ihrem obersten Teil in der geistigen Welt präsent bleibe. Nach der proklischen Seelenlehre bleibt beim Eintritt in die Körperwelt nichts „oben“; die Seele löst sich als Ganzes von der geistigen Welt und taucht in die Materie ein. Daher kann sie nicht aus eigener Kraft zurückkehren, sondern bedarf der Hilfe von außen. Somit ist sie auf die Unterstützung von Göttern angewiesen. Bei ihrer Rückwendung zu ihrem Ursprung spielt die Theurgie, ein rituelles Verfahren zur Herstellung einer Verbindung mit dem göttlichen Bereich, eine wichtige Rolle. In der von Proklos praktizierten philosophischen Lebensweise ergänzt eine hingebungsvolle theurgische Praxis die intensive denkerische Arbeit. Nach seiner Einschätzung ist die höchste Stufe der Theurgie „mächtiger als alle menschliche Weisheit und Wissenschaft“.
Hinsichtlich des konkreten theurgischen Vorgehens folgt Proklos einer Tradition, die ihm in den Chaldäischen Orakeln vorliegt. Er zeigt sich als begeisterter Anhänger der Lehren dieses von den spätantiken Neuplatonikern sehr geschätzten Werks. Weitere wesentliche Elemente des Zusammenwirkens mit den Göttern sind für ihn Gebet und Hymnus. Sie fördern die Hinwendung zum Nous, sie verbinden den Geist der Götter mit den Worten des Betenden, Rezitierenden oder Singenden. Die Texte der Hymnen enthalten Symbole der Götter, die den Aufstieg der Seele unterstützen. Mit der Hymnendichtung will Proklos nicht seine subjektive Frömmigkeit ausdrücken, sondern objektive Mittel zur Verfügung stellen, mit denen man sich der geistigen Welt als einer objektiven Realität nähern kann. Somit ist das Dichten und Vortragen von Hymnen ein Ausdruck desselben Strebens, dem auch alle philosophischen Bemühungen dienen. Allerdings besteht für Proklos die höchste Form der Hinwendung zum Göttlichen nicht in Worten und Riten, sondern darin, dass man sich – wie es schon Platon forderte – der Gottheit angleicht. Die Bitten, die in Gebeten und Hymnen an die Götter gerichtet werden, haben nicht den Zweck, die Angesprochenen zu einem gewünschten Verhalten zu bewegen, denn wie alle Platoniker bekennt sich Proklos zu dem Grundsatz, dass die Götter nicht durch menschliche Bitten beeinflussbar sind. Vielmehr dienen die Bitten nur der Öffnung der Seele für die erwünschte göttliche Einwirkung.
Wie alle Platoniker übernimmt Proklos Platons Theorie der Beseelung der Welt. Dieser Lehre zufolge gibt es eine selbstbewegte Weltseele, welche die Ursache aller Bewegung in der Natur ist und die im Kosmos waltende Vernunft, den Nous, mit der Weltmaterie verbindet. Nach dem im Dialog Timaios erzählten Mythos hat der Demiurg die Weltseele zusammen mit dem Kosmos erschaffen. Proklos wendet sich gegen die Auffassung des Aristoteles, wonach Platon die Weltseele zugleich als Denkvermögen und als ausgedehnte Größe beschrieben hat und das Denken der Seele mit der Kreisbewegung des Alls gleichgesetzt hat. Nach Proklos’ Verständnis ist Platons Weltseele und ihr Denken ausdehnungslos, und die Bewegung des Weltalls soll nur als Bild dienen, mit dem wesentliche Kennzeichen und Inhalte des seelischen Denkens auf eine körperliche Bewegung übertragen werden. Damit verwirft Proklos die wörtliche Interpretation, die für Aristoteles den Ausgangspunkt seiner Kritik am Timaios bildet.
Der seelische Bereich, der „Ort“ der Weltseele und der Seelen der sterblichen Lebewesen, ist auch die Wirkensstätte von Göttern, die den Gottheiten der geistigen Welt untergeordnet sind. Zu ihnen zählen Götter wie Poseidon, Hades, Artemis und Apollon, die aus der Mythologie als Geschwister und Nachkommen des Zeus bekannt sind.

### Die Natur des Schlechten und die Notwendigkeit der Übel
Bei der Untersuchung des Schlechten und der Übel (kaká) setzt sich Proklos mit der Schlechtigkeitstheorie Plotins auseinander. Plotin identifiziert das Schlechte mit der Materie. Unter Materie versteht er das absolut Gestaltlose und Eigenschaftslose, das den physischen Objekten, denen ihre Formen Eigenschaften verleihen, zugrunde liegt. Die absolute Schlechtigkeit der ungeformten, ganz und gar „armen“ Urmaterie besteht für Plotin darin, dass sie ihrem Wesen nach gar nichts hat, also in keiner Weise am Guten teilhat. Die Materie als solche ist das „erste Schlechte“, das an sich Schlechte. Sie ist das Prinzip aller Übel, und die einzelnen Übel sind schlecht, insoweit sie an diesem Prinzip teilhaben. Somit hat jedes Übel seine Ursache in der Materie. Beispielsweise lässt sich bei den Seelen das Schlechte darauf zurückführen, dass sie in die Materie gefallen sind und sich ihr angeglichen haben.
Proklos bekämpft die Gleichsetzung des Schlechten mit der Materie, indem er zu zeigen versucht, dass diese These in ein auswegloses Dilemma führe. Sein Gedankengang ist: Alles ist entweder Prinzip oder Erzeugnis eines Prinzips. Wenn die Materie als solche schlecht ist, stellt sich die Frage nach dem Prinzip dieser Schlechtigkeit. Es bestehen dann nur zwei Möglichkeiten: Entweder ist das Schlechte ein eigenständiges, in der Materie liegendes Prinzip, oder nur das Gute und Eine ist Prinzip und die schlechte Materie ist wie alles andere aus ihm hervorgegangen. Die zweite Annahme ist widersinnig: Da die Grundsätze gelten, dass jede Ursache das in höherem Grade ist, was ihr Erzeugnis ist, und dass sich jedes Erzeugnis seiner Ursache angleicht, müsste das Gute als Ursache des ersten Schlechten in höherem Grade schlecht sein als dieses, und das erste Schlechte müsste aufgrund seiner Teilhabe an einer guten Ursache durch Angleichung gut werden. Die andere Möglichkeit – das Schlechte als Prinzip – führt zum Dualismus, zur Annahme zweier gegensätzlicher, voneinander unabhängiger Prinzipien, die miteinander kämpfen. Dann besteht eine Dualität zweier eigenständiger Urprinzipien, des Guten (Einen) und des Schlechten. Das ist jedoch unmöglich, denn eine solche Zweiheit setzt eine den beiden Prinzipien, die Einheiten sind, übergeordnete Ur-Einheit voraus, und dann ist das Schlechte kein Urprinzip, sondern von derselben Ursache erzeugt wie das Gute. Aus der Widerlegung beider Möglichkeiten folgt für Proklos: Es gibt nur ein Urprinzip, das Eine, das für den Menschen das schlechthin Gute ist und auf das sich auch die Materie zurückführen lässt. Das Schlechte kann kein Prinzip sein und die Materie kann nicht schlecht sein.
Aufgrund dieser und anderer Überlegungen gelangt Proklos zu einem anderen Verständnis des Schlechten und der Übel als Plotin. Er bestreitet die Existenz eines an sich Schlechten, welches das Gegenteil des absolut Guten wäre, und hält alle Übel für relativ. Den Umstand, dass es überhaupt Schlechtes gibt, hält er für das Resultat einer logischen Notwendigkeit. Diese ergibt sich für ihn daraus, dass zwei Arten der Teilnahme am Guten möglich sind: die ewige, unveränderliche und vollkommene im Bereich des Überzeitlichen und die vorläufige, wandelbare und zwangsläufig beschränkte in der Zeitlichkeit. Eine beschränkte Teilnahme ist als solche unvollkommen. Damit stellt sie eine Art „Beraubung“ dar, denn die so teilnehmende Entität ist partiell eines Gutes beraubt, das sie vollständig hätte, wenn die der Zeitlichkeit inhärenten Beschränkungen dem nicht entgegenstünden. Jedes Übel ist das Gegenteil eines bestimmten Gutes und besteht in dem durch die Zeitlichkeit bedingten partiellen Mangel dieses Gutes. Das absolut Gute hingegen, aus dem alles hervorgeht, kann kein derartiges Gegenteil haben. Ihm kann nichts entgegengesetzt sein.
Da alles Seiende seinen Ursprung im Guten hat, muss das Schlechte als etwas Nichtseiendes betrachtet werden. Die einzelnen Übel sind Manifestationen von Nichtseiendem. Konkret handelt es sich jeweils um eine bestimmte Störung der naturgemäßen Ordnung, ein teilweises, zeitweiliges Nichtvorhandensein der Ordnung. Einen einzigen, gemeinsamen Ursprung der Übel kann es nicht geben, denn ein solcher müsste entweder ein erstes Prinzip oder eine Form oder eine Seele sein, doch für jeden dieser drei theoretisch möglichen Ursprünge ist von Natur aus eine Verursachung von Übeln ausgeschlossen. Die Übel bilden keine Einheit, sie stehen im Widerspruch zueinander und haben viele verschiedenartige Ursachen.
Da es nichts absolut Schlechtes gibt, sind die Übel dem Guten nicht absolut entgegengesetzt; vielmehr haben sie einen gewissen Anteil an ihm. Alles Schlechte muss mit Gutem vermischt sein. Wenn das Schlechte in der bloßen Abwesenheit des Guten bestünde, wäre es rein passiv und könnte nicht agieren. Die Übel verfügen aber über eine eigene Kraft und Befähigung, mit der sie sich dem Guten widersetzen. Diese Fähigkeit verdanken sie demjenigen Guten, das auch in ihnen anwesend ist. Ohne die Präsenz dieses Guten könnten sie keinerlei Wirkungen haben.
Betrachtet man die Natur als Ganzes, so ist die Möglichkeit der Existenz des Schlechten in ihr auszuschließen, denn die Natur ist direkt auf das Prinzip des Guten zurückzuführen und daher für das Schlechte unempfänglich; sie ist rundum gut. Übel können nicht die Natur selbst befallen, sondern nur einzelne materielle Körper und die an diese Körper gebundenen Seelen. Im Körper zeigen sich die Übel als Hässlichkeit oder Krankheit, in der Seele als Schwäche, als Nachlassen der vereinheitlichenden Kraft, die für das richtige, naturgemäße Verhältnis der Seelenteile sorgen müsste. Seelische Übel sind im Allgemeinen größer als körperliche. Sie entstehen, wenn der rationale Seelenteil seine Lenkungsfunktion nicht mehr so ausübt, wie es erforderlich wäre. Auch hier erweist sich das Übel als Störung der Ordnung. Schlechtes wird von der Seele nie als solches gewählt, sondern als vermeintlich Gutes.

### Vorsehung und menschlicher Wille
Nach der Überzeugung des Proklos lenkt die göttliche Vorsehung das Weltall und jedes einzelne Individuum. Dies geschieht aber nicht durch willkürliche Akte der Gottheit, sondern aufgrund einer Naturgegebenheit. Es kann nicht anders sein, denn alles Seiende ist von Natur aus ein Bestandteil der Weltordnung, die das Produkt des Einen ist. Die Vorsehung gründet im Einen und kann mit dessen Einfluss auf das Seiende gleichgesetzt werden. Zwar ist der Abstand zwischen der Ebene des Einen und derjenigen der irdischen Dinge groß, doch hemmt die Distanz die Wirkmacht nicht. Vielmehr gilt der Grundsatz: Je höher und damit machtvoller eine Wirklichkeitsebene ist, desto tiefer reichen ihre Wirkungen hinab. Beispielsweise wirkt das Seelische nur auf die Ebene der Lebewesen ein, während der Nous als höhere Hypostase auch das Unbelebte, dem er Form verleiht, zu gestalten vermag. Nichts ist machtvoller als das durch die Götter vermittelte Wirken des Einen, das die gesamte Wirklichkeit durchdringt. Der metaphysische „Ort“, von dem aus die Vorsehung auf die Bereiche unterhalb der geistigen Welt einwirkt, ist der intellektuelle Bereich der geistigen Welt. Alle Götter üben Vorsehung aus, und unterhalb der göttlichen Ebene sind Wesen wie Daimonen und Heroen, die auch am Wirken der Vorsehung beteiligt sind.
Da das Eine für das Seiende das schlechthin Gute ist, kann die Vorsehung nichts anderes anstreben und verwirklichen als das jeweils Bestmögliche. Hier stellt sich für Proklos das Problem der Vereinbarkeit der Vorsehung mit der Existenz der Übel. Er prüft zwei Lösungsansätze, die den Gedanken der Vorsehung mit dem Konzept eines metaphysischen Guten verbinden. Der eine basiert auf der Annahme, dass der Einfluss der Vorsehung nur bis zur Mondsphäre hinabreiche und auf den „sublunaren“ Bereich (alles, was unterhalb des Mondes ist) nicht einwirke. Die Übel seien real, aber auf den sublunaren Bereich beschränkt. Die zweite Lösungshypothese lautet, dass die Vorsehung alles optimal lenke und es daher nichts wirklich Schlechtes gebe. Proklos verwirft beide Ansätze als unbefriedigend. Ein weiteres Konzept, das er untersucht, steht in weit schärferem Gegensatz zu seiner Philosophie als diese beiden. Dabei handelt es sich um einen mechanistischen Determinismus. Dieser Position zufolge ist der Kosmos eine Maschine, die ethisch indifferenten Naturgesetzen folgt. Gesichertes philosophisches Wissen ist nicht erreichbar; die Vorstellung der Willensfreiheit ist eine Illusion; das Gute ist keine objektive Realität, sondern ein Konstrukt des Menschen, das auf willkürlichen, kulturabhängigen Konventionen basiert und Ausdruck des Luststrebens ist. Proklos geht auf einige Argumente ein, die ein Vertreter dieser Weltanschauung vorgebracht hat. Insbesondere widerspricht er der Behauptung, dass eine göttliche, überzeitliche Kenntnis des Künftigen nicht nur die menschliche Willensfreiheit, sondern jede Möglichkeit nichtnotwendiger Ereignisse ausschließe.
Proklos unterscheidet – hier einem stoischen Konzept folgend – zwischen natürlichen Übeln, die vom menschlichen Willen unabhängig sind, wie Armut, Krankheit und Tod, und Übeln, die Ergebnisse einer freien Wahl des Menschen sind. Die natürlichen Übel hält er nicht für wirklich schlecht, denn sie seien nur eine unvermeidliche Folge der guten und notwendigen Existenz einer Welt der fließenden Zeit. Wo es ein Werden in der Zeit gebe, da müsse sich auch ein Prozess des Vergehens abspielen; das Verderben eines einzelnen Körpers bedeute die Entstehung eines anderen. Das sei um des endlosen Kreislaufs willen erforderlich, der in einer Welt des zeitlichen Nacheinander stattfinden müsse. Daher sei das Verderben der Körper unter dem Blickwinkel des Ganzen nicht schlecht, und das sei der hier maßgebliche Gesichtspunkt. Es sei mit dem Wirken der Vorsehung im Einklang. Wirklich schlecht sei nur das ethisch Schlechte, das heißt die Übel der einzelnen Seelen. Diese seien aber keine Wirkungen der Vorsehung, sondern Resultate einer in den Seelen auftretenden Schwäche.
Nach dem proklischen Modell bedeutet die Lenkung der Welt durch die Vorsehung keinen vollständigen Determinismus aller Abläufe. Es gibt auch etwas, was nicht von der Vorsehung, sondern „von uns“ abhängt. Eine Selbstmächtigkeit der Seele muss angenommen werden. Diese Annahme ergibt sich aus dem Grundsatz, dass die vernünftig agierende Natur nichts vergeblich macht. Wäre alles Seelische restlos von der Vorsehung determiniert, so wäre die menschliche Fähigkeit zur Überlegung und Entscheidungsfindung, deren Betätigung eine Wahlmöglichkeit voraussetzt, überflüssig. Dann hätte die Natur den Menschen nicht mit dieser Fähigkeit ausgestattet. Ein weiteres Argument lautet: Wenn alles determiniert ist, ist auch die Entstehung der Behauptung „Nicht alles ist determiniert“ von der absoluten Notwendigkeit bestimmt. Das bedeutet, dass die absolute Notwendigkeit als Ursache bei den Verursachten eine Bewegung – nämlich eine Behauptung gegen die absolute Notwendigkeit – erzeugt, die sich derjenigen Bewegung, die von der eigenen Natur der Ursache bewirkt ist, entgegensetzt. Für Proklos ist die Annahme, dass eine Ursache etwas ihrer eigenen Natur Entgegengesetztes erzeugt, widersinnig. Daraus folgt, dass die Seele einen nicht von der Vorsehung determinierten Willen hat. Sie kann echte Wahlentscheidungen treffen und dabei aus Schwäche versagen.

### Philosophische Bewertung der Dichtkunst
Auch im Umgang mit der Dichtung war das Anliegen des Proklos philosophisch und religiös. Er hielt Dichter wie Homer und Hesiod für göttlich inspiriert und betrachtete die Chaldäischen Orakel als authentische Offenbarungen von Göttern. Bei der Homer-Auslegung verfuhr er mit Vorliebe nach dem Prinzip der Allegorese. Den aus philosophischer Sicht anstößigen Schilderungen des Verhaltens der Götter bei Homer versuchte er einen für Platoniker einleuchtenden Sinn zu geben, indem er dem Dichter eine verborgene didaktische Absicht unterstellte.
Ein Problem stellte für den begeisterten Homer-Verehrer Proklos die prinzipielle Kritik Platons an der Dichtkunst dar. Er löste es, indem er geltend machte, Platon verwerfe nur die nachahmende Dichtkunst, welche die niedrigste Art von Poesie sei. Bei Homer spiele jedoch die Nachahmung nur eine untergeordnete Rolle; in erster Linie sei er göttlich inspiriert und seine Dichtung sei geeignet, die Seele mit der Welt der immateriellen Ursachen zu verbinden. Dann trete die eigene, niedere Natur des Menschen zurück, die Seele werde von der Gottheit erfüllt und erreiche so eine Vereinigung mit ihr.
Damit wies Proklos der homerischen Dichtung eine wichtige Aufgabe im Rahmen der metaphysischen Bestrebungen des Neuplatonismus zu. Eingehend bemühte er sich um eine Harmonisierung Platons und Homers. Die Grundlage seines Harmonisierungswillens war seine Überzeugung, die göttlich inspirierten Dichter wie Homer, Hesiod, Orpheus und Pindar seien Theologen und verkündeten die wahre Lehre von den höchsten Prinzipien. Die Unterweisung, die sie den Menschen böten, sei ebenso korrekt wie die Platons, nur verwendeten sie eine andere Darstellungsweise als der Philosoph. Durch allegorische Interpretation der Dichtung könne deren verborgener Sinn gefunden werden; dann zeige sich die Übereinstimmung der poetischen Botschaft mit den philosophischen Erkenntnissen.

### Mathematisierung der Philosophie
Die hohe Wertschätzung der Platoniker für die Mathematik, die auf Platon selbst zurückging, war bei Proklos besonders ausgeprägt. In seinem Euklidkommentar behauptete er, dass ausnahmslos alle Zweige des menschlichen Denkens mathematisierbar seien, darunter auch die Theologie (Metaphysik). Eine Konsequenz dieser Annahme war, dass in seiner Philosophie metaphysische Aussagen die Unerschütterlichkeit von Sätzen der Mathematik erlangten. Nach seiner Überzeugung ermöglicht die Mathematisierung eine Durchdringung aller Wissensgebiete: So wie die Mathematik auf physikalischem Gebiet die Berechnung der Planetenbahnen ermöglicht, lässt sich in der Staatskunde der günstigste Moment für eine politische Aktion berechnen. Auch den Gesetzen der Ethik und der Rhetorik liegen mathematische Gegebenheiten zugrunde; in der Dichtkunst beruhen die Gesetze der Metrik auf bestimmten Proportionen. So erweist sich für Proklos überall die Macht der Mathematik; sie „reinigt das Denken“, „befreit uns von den Fesseln des Irrationalen“ und beschenkt die Seele, indem sie sie zum rein Geistigen hinleitet, „mit einem Leben der Glückseligkeit“. Allerdings ist Proklos nicht der Ansicht, physikalische Phänomene seien restlos auf mathematische Gegebenheiten reduzierbar. Er betont, dass sich mathematische Genauigkeit und Sicherheit in der Naturphilosophie nicht erreichen lasse und dass Sinnesobjekte etwas anderes seien als mathematische Objekte. Sie seien durch eine gewisse Unschärfe und Instabilität charakterisiert, die ihrer mathematischen Erfassbarkeit Grenzen setze.

### Astronomie
Für das neuplatonische Weltbild, das auf der Vorstellung eines optimal geordneten Kosmos basierte, stellte die Unregelmäßigkeit der von der Erde aus beobachteten Planetenbewegungen eine Herausforderung dar. Den kosmologischen Rahmen bildete das in der Spätantike allgemein akzeptierte geozentrische Modell des Astronomen Ptolemaios, dem zufolge sich die Erde in der Mitte des Weltalls befindet und von allen anderen Himmelskörpern umkreist wird. Dieses System erforderte die Annahme von Nebenbewegungen der Planeten neben ihrer Hauptbewegung um den Weltmittelpunkt. Zur Erklärung der Nebenbewegungen diente die Epizykeltheorie, die mittels komplizierter Berechnungen Theorie und Empirie in Einklang bringen sollte. Zu dieser Problematik äußerte sich Proklos in seinem Kommentar zu Platons naturphilosophischem Dialog Timaios, den er im Alter von 27 Jahren schrieb, und in seiner Kurzen Darstellung astronomischer Hypothesen. Er drückte seine Unzufriedenheit mit den mathematischen Konstruktionen aus, die das ptolemäische Modell zur Erklärung der Planetenbewegungen benötigte. Die Astronomen waren gezwungen, zwecks Berücksichtigung zusätzlicher Beobachtungen ihre Konstruktionen dem jeweiligen empirischen Befund anzupassen. Aus dieser Sachlage folgerte Proklos, dass die Astronomie keine exakte Wissenschaft sei. Seine eigene Erklärung für die beobachtete Ungleichförmigkeit der Planetenbewegungen lautete, dass nur die äußerste Himmelssphäre, der Fixsternhimmel, eine völlig gleichförmige und damit perfekte Bewegung aufweise. Als Gegenpol dazu betrachtete Proklos die völlig irregulären, willkürlichen, chaotischen Bewegungen von Objekten auf der Erde. Den geordneten, aber nicht gleichförmigen Planetenbewegungen wies er eine Mittelstellung zwischen diesen beiden Extremen zu.
Proklos verwarf das verbreitete Modell starrer „Sphären“, dem zufolge die Gestirne an durchsichtigen, konzentrisch um die Weltmitte angeordneten, sich gleichförmig drehenden Hohlkugeln befestigt sind. Er akzeptierte die Existenz der Sphären, betrachtete sie aber nicht als feste Körper, sondern als Räume von spezifischer Konsistenz mit einem materiellen und einem immateriellen Aspekt. Damit entfiel für ihn die physische Funktion, die man ihnen zuzuweisen pflegte.

## Rezeption

### Antike
Proklos’ Schüler Marinos von Neapolis würdigte seinen Lehrer in dem Nachruf Proklos oder Über das Glück, den er im Jahr 486 als Rede zum ersten Jahrestag des Todes des Scholarchen vortrug. Der Text ist erhalten geblieben. In der viele Einzelheiten überliefernden Rede verherrlichte Marinos die Tugenden und Leistungen seines Lehrers. Sein Werk wird in der modernen Fachliteratur als Vita Procli (Leben des Proklos) zitiert und ist die Hauptquelle für die Biographie des Philosophen. Wie schon der Alternativtitel der Rede zeigt, war es das Anliegen des Marinos, das Leben des Proklos als besonders glücklich zu erweisen. Er sei unter den berühmten Männern der glücklichste seit langem gewesen, weil er sich in den Tugenden vervollkommnet habe. Nicht nur das Glück der Weisen – die Eudaimonie – sei ihm zuteilgeworden, sondern auch mit den nebensächlichen „äußeren“ Gütern – günstigen Lebensumständen – sei er reichlich gesegnet gewesen. Marinos räumte ein, dass Proklos zu heftigen Reaktionen geneigt habe, wenn er auf Pflichtvergessenheit gestoßen sei. Daher habe man den Eindruck gewinnen können, er sei jähzornig. In Wirklichkeit sei er aber imstande gewesen, sein leidenschaftliches Temperament mühelos zu beherrschen.
Der Einfluss des Proklos prägte die letzte Phase der neuplatonischen Schule in Athen, die nach seinem Tod noch einige Jahrzehnte fortbestand, bis Kaiser Justinian I. im Jahr 529 den Lehrbetrieb untersagte. Seine zahlreichen Schüler sorgten für die weitere Verbreitung seines Gedankenguts, seine Meinung hatte bei den Neuplatonikern Gewicht. Von seinem hohen Ansehen auch außerhalb Griechenlands zeugen die Worte seines Schülers Ammonios Hermeiou, der in Alexandria Philosophieunterricht erteilte. Ammonios befand, sein „göttlicher Lehrer“ Proklos habe sowohl als Ausleger des überlieferten Lehrguts als auch mit seiner wissenschaftlichen Ermittlung der Natur der seienden Dinge den Gipfel dessen erreicht, was ein Mensch leisten könne. Allerdings stießen manche Thesen des Proklos in der letzten Generation der Athener Neuplatoniker auf Widerspruch: Damaskios († nach 538), der letzte Leiter der Athener Philosophenschule, setzte sich gründlich und kritisch mit dem proklischen System auseinander und verwarf einen großen Teil der Lehrmeinungen seines Vorgängers.
Stark von der Philosophie des Proklos geprägt sind die Schriften eines griechischsprachigen christlichen Theologen, der im späten 5. oder frühen 6. Jahrhundert tätig war, aber als Schriftsteller den Eindruck zu erwecken versuchte, er sei Dionysius Areopagita, ein in der Apostelgeschichte erwähnter Schüler des Apostels Paulus. Heute wird dieser unbekannte Autor Pseudo-Dionysius Areopagita („der angebliche Dionysius Areopagita“) genannt. Seine vermeintliche Identität mit dem Apostelschüler verschaffte seinen im „Corpus Dionysiacum“ zusammengestellten Werken eine außerordentliche Autorität. Dies führte im Mittelalter zu einer intensiven Rezeption des darin enthaltenen proklischen Gedankenguts. Pseudo-Dionysius adaptierte das System des Proklos für seine Zwecke. Dabei knüpfte er insbesondere an das Konzept der „negativen Theologie“ an. In seiner Lehre vom Übel ist der Einfluss des paganen Denkers besonders deutlich erkennbar.
Ein philosophischer Gegner des Proklos war der Theologe Johannes Philoponos. Er verfasste im Jahr 529 eine Abhandlung, in der er mit philosophischen Argumenten für die Entstehung des Kosmos in der Zeit eintrat und Proklos eine falsche Auslegung von Platons Timaios vorwarf.

### Mittelalter

#### Früh- und Hochmittelalter
Im frühen und hohen Mittelalter standen den lateinischsprachigen Gelehrten West- und Mitteleuropas keine Übersetzungen der Hauptwerke des Proklos zur Verfügung. Daher machte sich sein Einfluss anfangs nur auf indirektem Weg geltend, vor allem durch die Werke des Pseudo-Dionysius Areopagita, die ab dem 9. Jahrhundert in lateinischer Sprache verbreitet waren und in hohem Ansehen standen. Ab dem späten 12. Jahrhundert kam der Liber de causis (Buch über die Ursachen) hinzu, die von Gerhard von Cremona angefertigte lateinische Übersetzung der arabischen Abhandlung über das reine Gute. Diese Schrift, die hauptsächlich Material aus Proklos’ Grundlagen der Theologie enthielt, wurde irrtümlich Aristoteles zugeschrieben und fand als Lehrbuch starke Verbreitung.
Das erste Werk des Proklos, das im Westen durch eine lateinische Übersetzung zugänglich wurde, war die Elementatio physica. Der Übersetzer, der an der Schule von Salerno Medizin studierte, hatte erfahren, dass der Gelehrte Henricus Aristippus, der als Gesandter des normannischen Königs von Sizilien in Konstantinopel gewesen war, von dieser Reise eine griechische Handschrift des Almagest mitgebracht hatte. Daraufhin machte er sich auf den Weg nach Sizilien, wo er Aristippus antraf und Einblick in einige Codices erhielt, die der byzantinische Kaiser dem sizilischen Gesandten übergeben hatte. Unter diesen war eine Abschrift der Elementatio physica, die der Übersetzer um die Mitte des 12. Jahrhunderts ins Lateinische übertrug. Die Qualität seiner Übersetzung wurde durch die Mangelhaftigkeit seiner Griechischkenntnisse und Fehler in seiner Vorlage beeinträchtigt.

#### Spätmittelalter

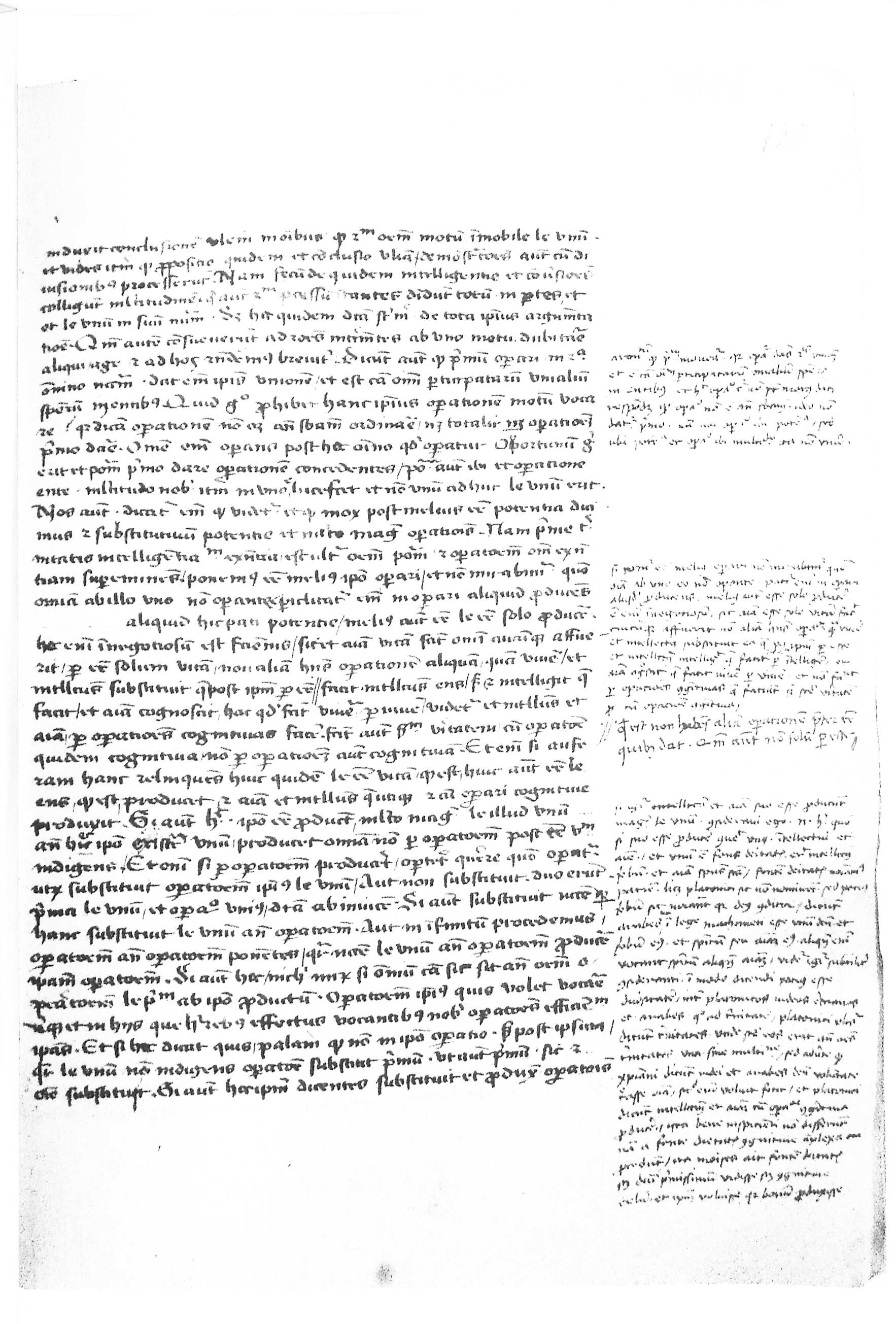
Eine Seite einer spätmittelalterlichen Abschrift von Proklos’ Parmenides-Kommentar in der lateinischen Übersetzung Wilhelms von Moerbeke mit eigenhändigen Randbemerkungen des Nikolaus von Kues. Bernkastel-Kues, Bibliothek des Sankt-Nikolaus-Hospitals, Codex 186, fol. 125r (Mitte des 15. Jahrhunderts)

Einer breiteren gebildeten Öffentlichkeit wurde der Name des Proklos erst bekannt, als in der zweiten Hälfte des 13. Jahrhunderts Wilhelm von Moerbeke einige seiner Hauptwerke ins Lateinische übersetzte. Die erste und im Mittelalter weitaus wichtigste Übersetzung Moerbekes war die der Grundlagen der Theologie, die er 1268 abschloss. Er bemühte sich, den griechischen Text mit größtmöglicher Wörtlichkeit wiederzugeben. 1280 übersetzte er die „drei kleinen Werke“ (Über zehn die Vorsehung betreffende Zweifelsfragen, Über die Vorsehung und das Schicksal und das, was an uns liegt, Über die Beschaffenheit der Übel). Auch den Timaios-Kommentar übertrug er wohl vollständig ins Lateinische; davon sind nur Auszüge erhalten geblieben. In seinen letzten Lebensjahren erstellte Moerbeke seine Übersetzung des Parmenides-Kommentars.
Anhand der Elementatio theologica, der lateinischen Grundlagen der Theologie, erkannte Thomas von Aquin, dass der Liber de causis auf Proklos’ Werk fußt. In seinem 1272 verfassten Kommentar zum Liber de causis machte Thomas seine Entdeckung bekannt. Das war der Ausgangspunkt für das Einsetzen des spätmittelalterlichen Interesses an Proklos, das sich auf die Elementatio theologica konzentrierte. Vor allem die Magister der Pariser Universität studierten dieses Werk und beriefen sich darauf; sie erfassten seine Bedeutung schon bald nach seinem Bekanntwerden. Ein früher Rezipient war Heinrich Bate, ein Korrespondenzpartner Moerbekes, der in sein großes Werk Speculum divinorum et quorundam naturalium (Spiegel der göttlichen Dinge und gewisser Naturdinge) eine Fülle von Proklos-Zitaten einfügte.
Wichtige Impulse verdankte der Philosoph und Theologe Dietrich von Freiberg († um 1318/1320) der Kosmologie des Proklos. Wie der antike Neuplatoniker deutete Dietrich die Entstehung des Geschaffenen als Emanation aus Gott, den er mit dem neuplatonischen Einen gleichsetzte. Am proklischen Modell orientierte er sich auch darin, dass er zwischen Gott und die sichtbare Welt hierarchisch geordnete Intellekte als Zwischenstufen der kosmischen Ordnung setzte. Wie bei Proklos folgt in Dietrichs Modell auf den Hervorgang der Dinge aus dem Einen die Rückwendung zum Ursprung, die von der Sehnsucht bewirkt wird. Auch in Dietrichs Universum ist alles von der Dynamik des Hervorgangs und der Rückkehr geprägt.
An Dietrichs Überlegungen knüpfte im 14. Jahrhundert der neuplatonisch orientierte, stark von Pseudo-Dionysius beeinflusste Gelehrte Berthold von Moosburg an. Er verfasste die Expositio super elementationem theologicam Procli, einen ausführlichen Kommentar zu Proklos’ Elementatio theologica, in dem er sich besonders mit der Metaphysik des höchsten Guten befasste. Aus Bertholds Sicht war Proklos nicht nur ein mit wissenschaftlicher Stringenz vorgehender Denker, sondern zugleich auch als Weisheitslehrer ein „göttlicher Mensch“, der seinen Lesern den Weg zur Vergöttlichung wies. Wohl von Berthold bezog der Prediger Johannes Tauler († 1361) sein Wissen über die Theologie des „Proculus“, der als „heidnischer Meister“ in der Lage gewesen sei, die Gotteserfahrung im Seelengrund zutreffend zu beschreiben. Ein weiterer namhafter Proklos-Rezipient war Dionysius der Kartäuser († 1471), einer der einflussreichsten Scholastiker des ausgehenden Mittelalters. Er zitierte die Elementatio theologica ausgiebig.

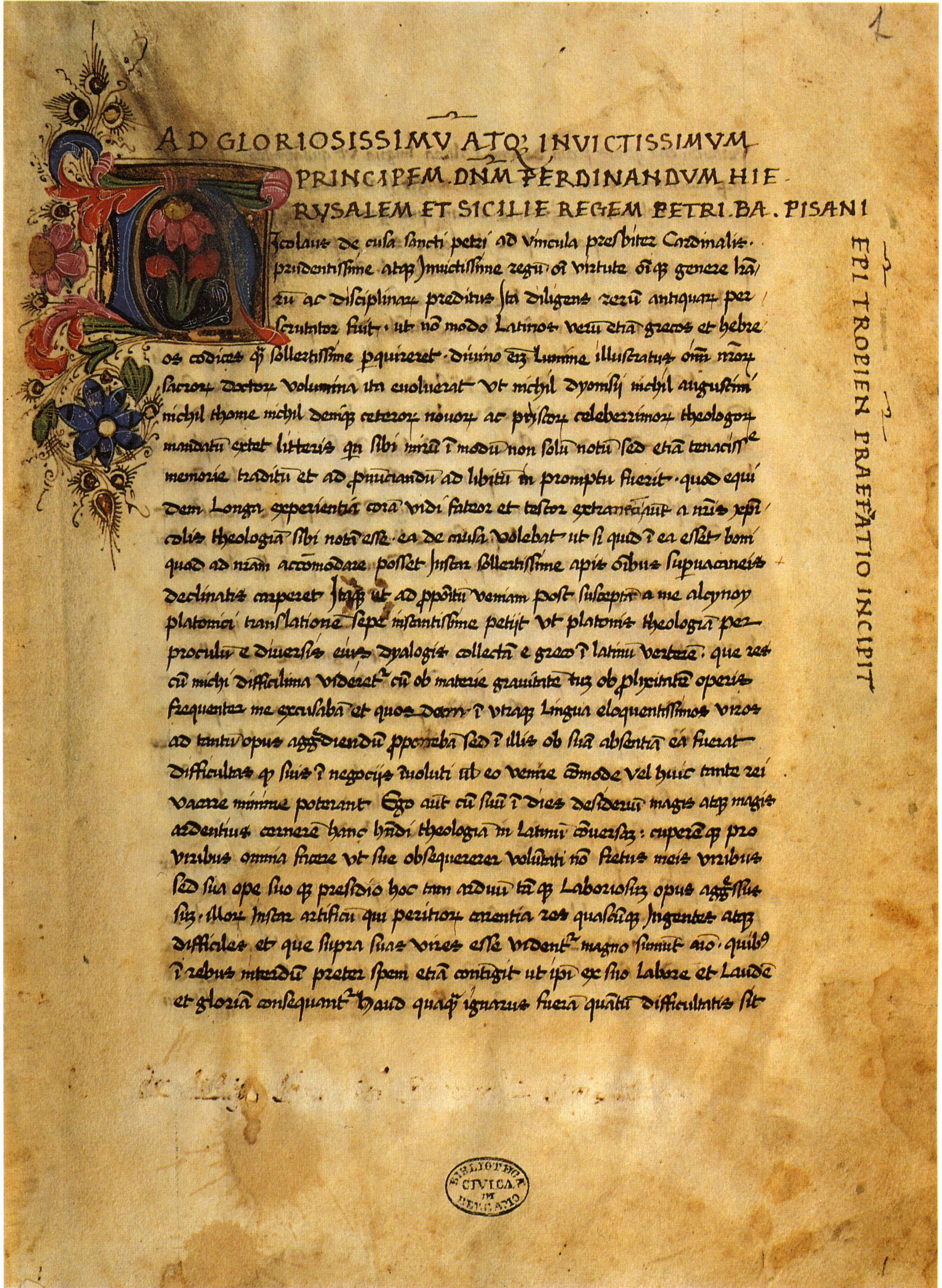
Pietro Balbi, Widmungsbrief an König Ferdinand I. von Neapel zu seiner lateinischen Übersetzung von Proklos’ Platonischer Theologie, 1466. Bergamo, Civica Biblioteca Angelo Mai, MA 490, fol. 1r.

Nikolaus von Kues (1401–1464) ließ sich in zentralen Bereichen seiner Philosophie von Grundgedanken des Proklos anregen. Intensiv studierte er die Elementatio theologica und den Parmenides-Kommentar, die ihm in der Übersetzung Moerbekes vorlagen. Überdies veranlasste er den italienischen Humanisten Pietro Balbi (Petrus Balbus), die erste lateinische Übersetzung der Platonischen Theologie anzufertigen. Die erste Fassung dieser Übersetzung wurde 1462 vollendet. Nikolaus versah seine Handschriften der drei Werke mit zahlreichen Randnotizen, die teils ausführliche Erläuterungen enthalten. Sein Anliegen war insbesondere die Vertiefung des Verständnisses der absolut transzendenten Einheit und die Klärung des Verhältnisses des Einen zur Vielheit. In der Erkenntnistheorie verwertete er eine Reihe von proklischen Konzepten und Denkstrukturen für seine eigene Lehre, darunter die These, dass der Rückgang des Denkens in sich selbst zur Sicht der eigenen Einheit führe, in der sich die absolute Einheit als konstitutive Voraussetzung des Denkens zeige, wodurch sich eine unbezweifelbare Gewissheit erlangen lasse. Das von Nikolaus entwickelte Konzept des „Nicht-Anderen“, nach dem jedes Einzelne in sich die gesamte Wirklichkeit enthält und die Wahrheit daher nicht im Anderen zu suchen ist, war als Präzisierung und Fortführung der proklischen Theorie des Einen gedacht. Allerdings wich der spätmittelalterliche Philosoph von dem antiken Modell ab, indem er dem göttlichen Nicht-Anderen einen trinitarischen Aspekt zuwies.

#### Arabischsprachiger Raum
Im arabischsprachigen Raum wurde Proklos Buruḳlus genannt. Den mittelalterlichen muslimischen Denkern war er in erster Linie als Vertreter der These von der Anfangslosigkeit der Welt bekannt. Seine Schrift über dieses Thema, deren griechischer Originaltext heute verloren ist, lag ihnen in verschiedenen arabischen Übersetzungen vor. Es soll eine vollständige Übersetzung existiert haben, die nicht erhalten geblieben ist. Erhalten sind eine unvollständige, nur die Hälfte der achtzehn Argumente des Proklos enthaltende Übersetzung, die der Gelehrte Ḥunain ibn Isḥāq im 9. Jahrhundert angefertigt hat, sowie eine ebenfalls fragmentarische arabische Fassung, deren Urheber unbekannt ist. Eine dritte, heute verlorene Übersetzung verwendete im 12. Jahrhundert der Gelehrte Muḥammad ibn ʿAbd al-Karīm aš-Šahrastānī in seiner Schrift über die Religionen und philosophischen Richtungen, in der er ausführlich auf die proklische Lehre einging. Auch die Gegenschrift des Christen Johannes Philoponos war den arabischsprachigen Autoren zugänglich.
Ins Arabische übertragen wurde auch zumindest ein Teil der Lehrsätze der Grundlagen der Theologie. Eine Sammlung von zwanzig Lehrsätzen mit erheblichen inhaltlichen Veränderungen gegenüber dem griechischen Originaltext wurde irrtümlich dem Philosophen Alexander von Aphrodisias zugeschrieben. Dieses Corpus ist heute unter der modernen Bezeichnung „Proclus Arabus“ (arabischer Proklos) bekannt. Ferner waren die Grundlagen der Theologie die Hauptquelle – nicht die einzige Quelle, wie man früher glaubte – der wohl im 9. Jahrhundert entstandenen arabischen Schrift Kalām fī maḥḍ al-ḫayr (Abhandlung über das reine Gute), die anscheinend aus dem Kreis um den in Bagdad tätigen Gelehrten al-Kindī († 873) stammt. Bei al-Kindī ist der Einfluss der proklischen Theologie deutlich erkennbar. Zur Schulrichtung al-Kindīs gehörte der im 10. Jahrhundert lebende Philosoph Abū l-Ḥasan Muḥammad ibn Yūsuf al-ʿĀmirī. Er verfasste ein Buch über die Kapitel der göttlichen Erkenntnisgegenstände (Kitāb al-fuṣūl fī l-maʿālim al-ilāhīya), das in erster Linie eine Paraphrase der Grundlagen der Theologie ist.

#### Byzantinisches Reich
Im Byzantinischen Reich erwachte im 11. Jahrhundert ein neues Interesse an Proklos. Den Anfang machte Michael Psellos, der den zuvor wenig beachteten spätantiken Philosophen wiederentdeckte und dessen Lehre für den Gipfel der antiken griechischen Philosophie hielt. Psellos’ Schüler Johannes Italos setzte sich intensiv mit Proklos’ Grundlagen der Theologie auseinander. Isaak Sebastokrator, ein Bruder des Kaisers Alexios I., verfasste drei Schriften, in die er umfangreiche Paraphrasen aus den „drei kleinen Werke“ des Proklos über Probleme der Vorsehung und des Schlechten aufnahm, wobei er den Inhalt christianisierte. Gegen die von Psellos initiierte positive Rezeption des paganen Denkers wandte sich im 12. Jahrhundert Bischof Nikolaos von Methone. Er verfasste eine Kampfschrift, in der er gegen die proklische Theologie polemisierte. Ab dem 13. Jahrhundert wurde die Kurze Darstellung astronomischer Hypothesen des Proklos im Astronomieunterricht als Lehrbuch verwendet.
In dem Streit zwischen dem Theologen Gregorios Palamas und dem humanistisch gesinnten Philosophen Barlaam von Kalabrien, der im 14. Jahrhundert mit seinen Weiterungen die Orthodoxie erschütterte, zählte Proklos zu den Autoritäten, auf die sich Barlaam berief, während Palamas den Neuplatonismus vehement verwarf.
Der pagane byzantinische Philosoph Georgios Gemistos Plethon († 1452) beurteilte die proklische Philosophie teilweise kritisch. Er teilte manche der metaphysischen Überzeugungen des Proklos, missbilligte aber dessen Parmenides-Interpretation und die triadische Theologie. Gemistos glaubte, Proklos sei von dem Christen Dionysius Areopagita beeinflusst; er wollte den Platonismus von christlichen Verfälschungen befreien und sich an die authentische pagane Lehre Platons halten.

#### Georgien und Armenien
Wahrscheinlich im späten 11. oder frühen 12. Jahrhundert übersetzte der in Konstantinopel ausgebildete georgische Philosoph Ioane Petrizi die Grundlagen der Theologie ins Altgeorgische und schrieb einen Kommentar dazu, in dem er jeden Lehrsatz erklärte. Dabei zog er auch die Platonische Theologie und den Parmenides-Kommentar des Proklos heran und gab sich als Anhänger von dessen Lehre zu erkennen. Er hielt Proklos für den wichtigsten aller Philosophen, denn ihm sei die klare Darlegung dessen, was Platon nur angedeutet habe, zu verdanken. Aus Petrizis Sicht ist die Philosophie des antiken Neuplatonikers mit dem christlichen Trinitätsdogma vereinbar und nicht polytheistisch.
Auf der Basis der georgischen Übersetzung der Grundlagen der Theologie entstand im Jahr 1248 eine altarmenische Übersetzung des Werks sowie von Petrizis Kommentar. Sie wurde von einem in Georgien lebenden armenischen Mönch erstellt.

### Frühe Neuzeit
In der Renaissance stand Proklos im Schatten des Pseudo-Dionysius Areopagita, der weiterhin als Schüler des Apostels Paulus galt; man glaubte, der pagane Philosoph habe Gedankengut des christlichen Theologen übernommen. Dieser Ansicht war insbesondere der neuplatonisch orientierte Denker Marsilio Ficino (1433–1499), der als führender Übersetzer und Interpret antiken platonischen Schrifttums hervortrat. Sein Verhältnis zu Proklos war relativ distanziert; er ließ sich zwar vielfach von den Ideen des spätantiken Neuplatonikers anregen, spielte dessen Bedeutung aber herunter.
Der zuvor unbekannte Teil von Proklos’ handschriftlich überliefertem Œuvre wurde von den Renaissance-Humanisten entdeckt und der Gelehrtenwelt zugänglich gemacht. Seine Werke wurden von den Platonikern unter den Humanisten rezipiert, aber auch die antiproklische Polemik des mittelalterlichen griechischen Bischofs Nikolaos von Methone fand viel Beachtung. Kardinal Bessarion veröffentlichte 1469 seine gegen den antiplatonischen Gelehrten Georgios Trapezuntios gerichtete Kampfschrift In calumniatorem Platonis (Gegen den Verleumder Platons), in der er sich bei der Verteidigung Platons auf die Platonische Theologie des Proklos stützte. Giovanni Pico della Mirandola (1463–1494) nahm in sein Werk 900 Thesen (Conclusiones nongentae) eine Fülle von proklischem Material auf, darunter 55 Thesen, die er ausdrücklich als von Proklos stammend kennzeichnete. Francesco Patrizi da Cherso (1529–1597) verwertete in seiner Schrift Nova de universis philosophia (1591) Gedanken aus Proklos’ Werken, vor allem aus den Grundlagen der Theologie.
Die Erstausgabe des Euklid-Kommentars des Proklos erschien 1533; es folgte eine lateinische Übersetzung, die der Mathematiker Francesco Barozzi 1560 publizierte. Im 16. Jahrhundert wurde dieses Werk in Debatten über Fragen der Philosophie der Mathematik herangezogen, an denen sich neben Barozzi u. a. der Philosoph Alessandro Piccolomini und der Mathematiker Konrad Dasypodius beteiligten. Eines der Themen war die Frage, inwieweit die Mathematik als Wissenschaft betrachtet werden kann, obwohl sie keine Ursachen ermittelt.
Johannes Kepler schätzte Proklos. Er zitierte den Euklid-Kommentar ausführlich und bezeichnete ihn als vorbildlich für den philosophischen Umgang mit der Mathematik. Besonders gefiel ihm die Kritik des spätantiken Neuplatonikers an der Kompliziertheit des ptolemäischen Modells der Planetenbewegungen.
Im 18. Jahrhundert fand die Philosophie des Proklos wenig Resonanz. Die metaphysischen Anliegen der spätantiken Neuplatoniker waren dem damaligen Zeitgeist fremd, der Philosophiehistoriker Dietrich Tiedemann fällte 1793 ein vernichtendes Urteil. Gängig war die Einschätzung, es handle sich um einen abstrakten und leeren Scholastizismus und um Träumerei. Auch als Dichter wurde Proklos kaum beachtet; immerhin übertrug Johann Gottfried Herder die Hymne auf Athene ins Deutsche. Herder publizierte seine Übersetzung 1795 in der literarischen Monatsschrift Die Horen.

### Moderne
In der frühen Moderne setzte ein verstärktes Interesse an der proklischen Philosophie ein. Der populärwissenschaftliche Schriftsteller Thomas Taylor (1758–1835) übersetzte ab dem späten 18. Jahrhundert die Werke des Proklos ins Englische und machte sie damit einem breiteren Publikum zugänglich. Zu den Lesern, denen er das Gedankengut des Neuplatonikers erschloss, zählte Ralph Waldo Emerson. In fachphilosophischen Kreisen war es vor allem Georg Wilhelm Friedrich Hegel, der mit seiner dezidierten Anknüpfung an die Denkweise des spätantiken Neuplatonikers eine „Proklos-Renaissance“ initiierte. Die Urteile über die proklische Lehre fielen im 19. und frühen 20. Jahrhundert sehr unterschiedlich aus; neben Bewunderung für das dialektische Moment der Methode und das großangelegte System stand eine teils schroffe Ablehnung der spekulativen Vorgehensweise. Später hat sich in der Fachwelt eine insgesamt positive Einschätzung durchgesetzt.
Hegel betrachtete den Neuplatonismus als Vollendung der gesamten antiken Philosophie und die Metaphysik des Proklos als Vollendung des Neuplatonismus und damit als Höhepunkt des antiken Denkens. Er schätzte an Proklos dessen Systematisierung der neuplatonischen Lehre, die Wiederaufnahme und Weiterführung von Platons Dialektik des Einen in der Parmenides-Deutung und die Vermehrung der Hypostasen im Rahmen eines Systems universaler Vermittlung. Hegel zog die Platonische Theologie und die Grundlagen der Theologie heran; ob er auch den Parmenides-Kommentar gelesen hat, ist ungewiss. Nach seiner Ansicht ist Proklos’ Denken „logischer“ als dasjenige Plotins und seine Platondeutung die historisch korrektere. Als Hauptleistung des Proklos betrachtete Hegel die Herausarbeitung der triadischen Struktur, das Konzept der „Dreieinigkeit“. Er teilte die Auffassung des antiken Denkers, der zufolge die mannigfaltigen Manifestationen notwendigerweise aus einer ursprünglichen einfachen Einheit hervorgehen, und nahm wie Proklos eine Rückwendung des Hervorgegangenen zum Ursprung an. Ein fundamentaler Unterschied zwischen den Ansichten der beiden Philosophen besteht jedoch in der Einschätzung der Rolle dieses Prozesses. Hegel sah darin eine dialektische Weiter- und Höherentwicklung; deren Resultat sei ein allumfassendes und daher die Vielheit und die Bestimmungen einschließendes Absolutes, das erst durch den Prozess zu sich selbst komme und damit die noch unbestimmte und daher mangelhafte ursprüngliche Einheit und Einfachheit übertreffe. Nach der proklischen Lehre hingegen ist bereits die anfängliche Einfachheit schlechthin vollkommen, ihre Mächtigkeit besteht gerade in ihrer Bestimmungslosigkeit und jede Vielheit ist von ihr prinzipiell ausgeschlossen. Somit bedarf das Eine der aus ihm hervorgegangenen Entitäten in keiner Weise, das Absolute gewinnt durch den Prozess nichts.
Kritiker Hegels sahen seine Nähe zu Proklos und nahmen sie aufs Korn. So befand Ludwig Feuerbach in abwertendem Sinn, Hegel sei „der deutsche Proklus“. Arthur Schopenhauer kritisierte die Methode des Proklos vehement. Der Fehler sei, dass von den Begriffen als dem Gegebenen ausgegangen werde; es werde aus den Begriffen statt in sie gearbeitet. Proklos raffe Abstrakta auf und ignoriere dabei die Anschauungen, „denen allein sie ihren Ursprung und allen Gehalt verdanken“. Als „Begriffsarchitekt“ erbaue er mit unbefangener Dreistigkeit eine Welt von Hirngespinsten. Diese Vorgehensweise sei auch diejenige zeitgenössischer Philosophen wie Hegel und Schelling, die ebenfalls derartigen „hohlen Wortkram“ produziert hätten. Proklos sei ein „seichter, breiter, fader Schwätzer“; er habe das „breiteste, weitschweifigste Gewäsche von der Welt“ verfasst. Eduard von Hartmann urteilte, Hegels triadische Dialektik sei „dem unfruchtbaren Scharfsinn und der schablonenhaften Schematisierungssucht des Proklos geistesverwandt“, der echte Ruhm Plotins sei durch den falschen des Proklos verdunkelt worden.
Friedrich Nietzsche sah in Proklos den Repräsentanten einer dem Christentum entgegengesetzten Haltung und äußerte sich 1875 anerkennend: „Am Ausgange des Alterthums stehen noch ganz unchristliche Gestalten, die schöner, reiner und harmonischer sind, als alle christlichen; zum Beispiel Proklos.“
Hermann Cohen, der Begründer der „Marburger Schule“ des Neukantianismus, hielt den Euklid-Kommentar des Proklos für „die beste Philosophie der Mathematik“. Er tadelte jedoch in seiner 1902 publizierten Schrift Logik der reinen Erkenntniss den „schlechten Einfluss“, den Aristoteles durch sein „inneres logisches Missverhältniss zur Mathematik“ auf den Neuplatoniker ausgeübt habe. 1909 veröffentlichte Nicolai Hartmann seine Marburger Habilitationsschrift Des Proklus Diadochus philosophische Anfangsgründe der Mathematik, in der er das philosophische Mathematikverständnis des Proklos aus der Perspektive des in Marburg damals gepflegten neukantianischen Idealismus untersuchte.
Der renommierte Philologe Ulrich von Wilamowitz-Moellendorff fällte aus literaturwissenschaftlicher Sicht ein ungünstiges Urteil: Die Hymnen seien nur Einkleidungen von Dogmen in die konventionelle epische Hymnenform, in den Kommentaren habe Proklos die Erklärung des kommentierten Werkes ganz aus den Augen verloren und seine ganze philosophische Schriftstellerei habe kaum noch stilistische Aspirationen.
Eduard Zeller befand in seinem 1923 in fünfter Auflage erschienenen Handbuch der griechischen Philosophiegeschichte, Proklos habe seine Aufgabe, die Lehre seiner Schule in ihrem wissenschaftlichen Aufbau zum Abschluss zu bringen, mit logischer Meisterschaft gelöst. Er habe eine seltene Stärke des logischen Denkens besessen, doch sei dieses Denken „von Hause aus unfrei“, durch Autoritäten und Voraussetzungen aller Art gefesselt gewesen. So habe er scharfsinnig daran gearbeitet, die Widersprüche und Ungereimtheiten der mythologischen und dogmatischen Überlieferung zu beseitigen. Anerkennenswert seien die Großartigkeit der Anlage des Systems und die Beharrlichkeit, mit der ein Grundgedanke bis in seine feinsten Verzweigungen verfolgt werde, sowie die Kunst, mit der aus ungleichartigen Bestandteilen ein symmetrisches Ganzes gebildet sei. Dennoch hinterlasse das System keinen befriedigenden Eindruck, denn sein Ausbau sei nur der logischen Konsequenz entsprungen, mit der abstrakte Voraussetzungen in immer weitere Abstraktionen ausgesponnen worden seien.
Für Karl Praechter, dessen Standardwerk „Ueberweg-Praechter“ 1926 in zwölfter Auflage erschien, war Proklos „der große Scholastiker des Altertums“. Er habe die herkömmlichen Lehren mit allen Mitteln subtilster Begriffsbehandlung bearbeitet und gewaltige überlieferte Vorstellungsmassen zu einem großen Gedankengebäude zusammengefügt.
Ernst Bloch schätzte Proklos als Dialektiker; er meinte, der Neuplatoniker habe „das schwierige Fahrwasser des dialektischen Widerspruchs, also der wahren Welt“ befahren und mit dem „Dreiklang der ersten Entfaltungs-Triade: Beharren, Hervortritt, Rückkehr“ ein „Stück Heraklitische Tiefe“ in seinem Denken gehabt. Hegel habe ihn als Geistesverwandten energisch neu entdeckt: „Gleiches wird durch Gleiches erkannt.“
Starke Impulse erhielt die Proklos-Forschung von Werner Beierwaltes, der in einer Reihe von Arbeiten Fragen der proklischen Lehre und ihrer Rezeptionsgeschichte untersuchte und mit seiner erstmals 1965 publizierten, 1979 in zweiter Auflage erschienenen Monographie Proklos. Grundzüge seiner Metaphysik ein Standardwerk schuf. Beierwaltes bemühte sich nach seinen Worten, einen Eindruck vom Entfaltungsreichtum und der Faszinationskraft des proklischen Denkens zu vermitteln. Dieses könne in der Gegenwart zum Impuls werden, zentrale Fragen der Metaphysik unter veränderten Bedingungen erneut zu durchdenken und fortzubestimmen.
Jens Halfwassen würdigte Proklos 2004 als „Hegel der Antike“, als Schöpfer einer Metaphysik, welche „die vollendetste systematische Ausgestaltung des neuplatonischen Denkens“ sei; er habe das umfassendste und differenzierteste aller neuplatonischen Systeme ersonnen. Seine spekulative Begabung und sein „unvergleichlicher Scharfsinn“ verschaffe ihm einen herausragenden Platz in der Geschichte des Neuplatonismus.
Gyburg Radke hob 2006 die Differenziertheit und den Reichtum von Proklos’ Platon-Interpretation lobend hervor; er habe die Dialoge in humanistischem Geist aufgefasst und den Parmenides „auch auf der Ebene der Dialoghandlung als Inbegriff der Humanität präsentiert“.
Umstritten ist die Einschätzung der Stichhaltigkeit von Proklos’ Argumentation in den Grundlagen der Theologie vom Standpunkt der modernen Logik und der Mengenlehre aus. Kritisiert wird unter anderem, Proklos projiziere die Strukturen der Logik unreflektiert auf diejenigen des Kosmos.
Der Mondkrater Proclus ist nach dem Philosophen benannt.